# LIFE!〜人生に捧げるコント〜
『LIFE!〜人生に捧げるコント〜』（ライフ じんせいにささげるコント）は、NHKが制作しているコントを中心としたバラエティ番組。2012年9月1日放送開始。現在、特別番組として年に季節ごとや記念特番として数回放送。

## 概要
内村光良を中心としたタレント陣による、『人生』をテーマとしたコント番組。内村にとってはNHKでの初のレギュラー番組。
NHKの職員募集特設サイトの記述、及び構成作家の内村宏幸へのインタビューによると、NHKで2012年まで放送されてきたコント番組『サラリーマンNEO』『祝女』が相次いで終了し、そのスタッフだったNHK制作局第2制作センター エンターテインメント番組部ディレクターの西川毅、さらには両番組の脚本を担当した作家陣らで再びコント番組がやりたいという機運になり、その際に『笑う犬シリーズ』など数々の民放のコント番組に関わった内村光良を軸に据えた番組作りをすることになったものであるという。なお、内村光良と内村宏幸はいとこの関係だが、内村光良へのオファーに内村宏幸が介在したわけではないという。
NHKチーフ・プロデューサーの有田康雄によれば、制作に当たっては『サラリーマンNEO』『祝女』にあった「NHKらしさ」を踏まえつつ、『サラリーマンNEO』『祝女』と異なり「深夜枠に甘んじるのではなくプライムタイムに進出する」「ニッチではなくマスを獲得する」ことを目標に番組作りを行った。元々は40代を中心とした視聴者層を想定していたが、「イカ大王」などのキャラクターを使ったコントや他番組とのコラボレーションなどにより子供から50代まで視聴者層の幅が広がったという。

## 番組の変遷

### series-0〜4
パイロット版
2012年9月1日に第1弾、同年12月22日に第2弾をNHK BSプレミアムにて放送。第2回については、後にDVD化の際に『series-0』と表記されている。
第1弾放送後の11月23日には「ディレクターズカット版」を放送。
series-1
2013年6月18日から2014年3月18日まで放送。このシリーズから総合テレビでの放送となる。
不定期放送として6月18日、8月20日、8月27日、11月4日、12月23日（「年の瀬 大感謝スペシャル」）、2014年3月4日の6回放送。
第1回放送前々日の6月16日の16:00 - 17:00に予告番組「あさってスタートSP」を放送。12月26日には第64回NHK紅白歌合戦の関連番組として「紅白歌合戦大集合スペシャル」を放送。
2014年1月14日0:10 - 0:39には、この時の紅白歌合戦に塚地扮する「イカ大王」が映り込んだ回数を答えるプレゼントクイズ企画「イカ大王を探せ」の答え合わせと、紅白歌合戦の放送中のイカ大王への密着映像を盛り込んだ「クイズ イカ大王を探せ! 生放送スペシャル」を放送。3月18日 22:00 - 22:48にseries-1最終回では「やってみようスペシャル」を放送。
series-2
2014年4月3日から9月25日まで放送。
事前番組として、4月1日 1:10 - 1:58 に「ベストセレクション」を放送。
6月26日は20分の短縮版「三角関係スペシャル」として放送。
12月30日には前年に引き続いて第65回NHK紅白歌合戦の関連番組として「LIFE! 2014 年の瀬 紅白コラボSP」を放送。
series-3
2015年4月2日から9月24日まで放送。全21回。#1、#19（宇宙人総理 みんなで投票 生放送SP）では生放送を実施。
8月8日 1:45 - 4:09 には「LIFE! 深夜集中セレクション」と題して、series-3の放送分の中から、#9、#12、#15を再放送。番組の冒頭では内村・田中・石橋による「再放送の壁」というコントを行った。
2015年11月8日から12月13日まで「LIFE!視聴者還元10ミニッツ」としてseries-3未公開のコントを放送。
2016年1月8日 23:30 - 翌0:00 に「LIFE!視聴者還元30ミニッツ」と題して「LIFE!視聴者還元10ミニッツ」の傑作選を放送。
series-4
2016年4月7日から2017年3月9日まで放送。このシリーズは1年間の放送となるも、放送時間が25分と前シリーズよりも短縮しての放送となった。
事前番組として、4月2日 20:15 - 20:43に「LIFE!4月7日スタートSP」を放送。4月に発生した熊本地震の被災者を激励するために熊本県出身の内村が自らが演じる各コントキャラクター（女マンやスポーツ番長等）に扮して熊本・大分名物（くまモンやカボス等）と絡みながらのメッセージビデオが放送された。九州で起こった災害に因み、コントキャラクターには当番組には未登場の『ウッチャンナンチャンのやるならやらねば!』のコントキャラクターの「九州男児」も登場した。テーマ曲は「Always Look on the Bright Side of Life」。
6月23日放送回より、国政選挙やリオデジャネイロオリンピック・パラリンピック関連番組、特別番組放送のため、9月末まで不定期放送となった。放送のない木曜日にはホームページ内で「夏だ!飛び出せLIFE!」と題した企画が行われている。また､「LIFE!リオオリンピック盛り上げ隊!」として、LIFE!メンバーがNHKのオリンピック番組とコラボし、大会を盛り上げた。その初回に8月5日放送の「開幕直前!リオ五輪が100倍楽しくなるテレビ!」にて、内村光良演じる三津谷寛治が出演した。また、このコントは9月1日本編でも放送された。
2019年3月現在、レギュラー放送はこのseries-4で終了となっている。

### series-5〜8
series-5
このシリーズより不定期放送となる。2017年6月16日、8月14日、9月18日、10月9日、12月19日、2018年2月2日、3月2日に放送。2017年11月には「LIFE！〜熊本に捧げるライブ〜」が熊本の熊本学園大学で行われ、その模様が12月15日に九州・沖縄地方で先行放送、12月25日に全国放送された。
このシリーズより、series-4までレギュラー出演者だった西田、石橋、星野、臼田、吉田がレギュラーから外れ、不定期出演となった。
series-6
2018年4月6日、4月13日、7月13日、8月7日、9月22日、10月5日、12月18日、2019年3月15日、3月21日に放送。7月13日放送分は当初7月6日に放送される予定だったが、平成30年7月豪雨関連報道を行うため『ニュースウオッチ9・第2部』を放送したため延期となった。また、12月19日には時代劇コメディ『LIFE!スペシャル 忍べ!右左エ門』が放送された。
このシリーズより、series-5まで準レギュラー扱いだったじろうと中川がレギュラーに昇格となった。
series-7
2019年4月12日「平成最後のプレミアムコントセレクション」、5月6日、7月5日、9月7日、10月11日、12月25日、2020年2月11日、3月19日に放送。12月26日には『忍べ!右左エ門』の第2弾が放送された。
series-8
2020年4月10日、5月5日、7月10日、9月25日、10月2日、12月22日、2021年2月11日、4月23日に放送。8月は3回にわたって「LIFE！平成セレクション」が放送された。また、12月22日放送よりスピンオフドラマ「夜の連続テレビ小説 うっちゃん」（全3話）が放送。1、2話はLIFE番組内で、3話は1、2話ともに完結編で放送された。2021年3月13日に東日本大震災復興支援とNHK東日本大震災プロジェクトの一環として「東北スペシャル」を放送。

### series-9〜
series-9
9年目となる2021年度より季節ごとに春、夏、秋、冬の放送になり、そのたびに座組が変更される。
2021年5月5日放送の「LIFE!春」では黒島結菜、仲野太賀、ゆりやんレトリィバァ、後藤拓実（四千頭身）が初出演。7月9日放送の「LIFE!夏」では木村多江、西野七瀬、山田裕貴、初出演の吉住が参加。9月10日放送の「LIFE!秋」では2度目の出演となる杉咲花、初出演の風間俊介が参加。12月21日放送の「LIFE!冬1」では小芝風花と赤楚衛二が、2022年2月23日放送の「LIFE!冬2」では中島健人と松岡茉優が初出演した。また、3月21日放送の「LIFE!春夏秋冬」では、レギュラーメンバーが選ぶ今年度の傑作コントセレクションが放送された。
series-10
10年目となる2022年度も季節ごとに放送された。春バージョンは、この年から展開している『君の声が聴きたい』キャンペーンのキックオフイベント特別番組内で2022年5月6日に「LIFE!春〜君の声に捧げるコント〜」が放送された。レギュラーメンバー以外では上白石萌音と岡村隆史が初出演のほか、山田裕貴が出演した。7月18日放送の「LIFE!夏」では神尾楓珠が初主演、川栄李奈が5年振り2度目、長田庄平（チョコレートプラネット）が6年ぶりの出演となった。年度末の3月23日には、前シリーズと同じく「LIFE!春夏秋冬 豪華キャストの傑作コント&芸人たちの大喜利合戦?」として年度内の傑作コントセレクションが放送された。
series-11
2023年度も季節編成となり、5月5日の「LIFE!春」は『君の声が聴きたい』キャンペーンとコラボした内容を生放送する予定になっていたが、当日の午後に発生した令和5年奥能登地震の影響で『ニュースウオッチ9』の延長や臨時ニュースによる中断で打ち切りとなった。その後、今回のキャンペーン特番期間中の放送は不可能となったものの、トークパート「LIFE!子ども川柳」のみは、5月11日に抜き出して先行放送され、コントパートを中心に編成した完全版が5月25日に改めて放送された。翌年3月27日には、「LIFE!春夏秋冬 豪華キャストの傑作コント&三津谷のダメ出し大会」と題して、series-9からの恒例である年度内の傑作コントセレクションが放送された。
series-12
2024年度は番組開始12周年を記念する企画が行われた。5月3日の「春 君の声が聴きたいSP」は通常より15分拡大の1時間スペシャルで放送。『君の声が聴きたい』プロジェクトのコラボとして特別企画「コントしようぜ!」が行われ、応募の中から選ばれた福島県立福島南高等学校の生徒たちと内村光良、中村倫也、サーヤのメンバーで、生徒の声を反映させたドラマ風コントを撮影した。8月28日からは名作コントを振り返る特別番組「LIFE! ヒットパレード」が4週連続で放送。好評につき続編が12月4日から3週連続で放送された。9月16日と23日には「12周年SP」が放送され、第一夜にはムロツヨシが3年ぶり、第二夜には星野源が7年ぶりに新作コントに出演し、今田美桜と川口春奈が初出演した。また、9月19日には東京・第一生命ホールで「LIFE!12周年! ファン感謝祭!」が開催され、主要メンバーによるトークやコントが披露された。イベントの模様は札幌、大阪、福岡のサテライト会場でも鑑賞でき、11月17日には『首都圏いちオシ!』内で放映された。11月15日の「LIFE!秋」では宮世琉弥が、12月27日の「LIFE!冬1」では北村一輝が初出演。翌年3月16日には、コントキャラクターに扮した田中と塚地が街を紹介する『LIFE!が街ブラ？ゲスとあんたのいいタウンだな〜』が放送された。
series-13
2025年度。5月2日の「LIFE!春」は72分の特大版で放送され、あのが初出演した。

### 放送時間
| series-0                                                            | series-0                                                            | series-0                               |
| ------------------------------------------------------------------- | ------------------------------------------------------------------- | -------------------------------------- |
| （2012年9月1日、12月22日）                                          | 土曜日 22:00 - 22:59 （59分）                                       | 土曜日 22:00 - 22:59 （59分）          |
| series-1                                                            |                                                                     |                                        |
| （2013年6月18日 - 3月18日）                                         | 火(または月)曜日 22:00 - 22:48（48分）                              | 火(または月)曜日 22:00 - 22:48（48分） |
| series-2                                                            |                                                                     |                                        |
| レギュラー放送 （2014年4月3日 - 9月25日）                           | 毎週木曜日 22:00 - 22:43（43分）                                    | 毎週木曜日 22:00 - 22:43（43分）       |
| レギュラー放送 （2014年4月3日 - 9月25日）                           | #1のみ                                                              | 木曜日 22:00 - 22:55（55分）           |
| レギュラー放送 （2014年4月3日 - 9月25日）                           | #9のみ                                                              | 木曜日 22:23 - 23:06（43分）           |
| レギュラー放送 （2014年4月3日 - 9月25日）                           | 三角関係スペシャル                                                  | 木曜日 22:30 - 22:50（20分）           |
| 2014 年の瀬 紅白コラボSP （2014年12月30日）                         | 火曜日 21:00 - 21:45（45分）                                        | 火曜日 21:00 - 21:45（45分）           |
| series-3                                                            |                                                                     |                                        |
| レギュラー放送 （2015年4月2日 - 9月24日）                           | 毎週木曜日 22:00 - 22:48（48分）                                    | 毎週木曜日 22:00 - 22:48（48分）       |
| 夏休みスペシャル みんなに広めよう イカ大王体操第2 （2015年8月13日） | 夏休みスペシャル みんなに広めよう イカ大王体操第2 （2015年8月13日） | 12:20 - 12:45（25分）                  |
| 再放送 （2015年10月3日 - 4月1日）                                   | 毎週土曜日 1:45 - 2:33（48分）                                      | 毎週土曜日 1:45 - 2:33（48分）         |
| 視聴者還元10ミニッツ                                                | レギュラー放送 （2015年11月8日 - 12月13日）                         | 毎週日曜日 0:50 - 1:00（10分）         |
| 視聴者還元10ミニッツ                                                | 視聴者還元30ミニッツ （2016年1月9日）                               | 土曜日 23:30 - 24:00（30分）           |
| 2015 超豪華ゲストSP （2015年12月29日）                              | 火曜日 22:15 - 22:59（44分）                                        | 火曜日 22:15 - 22:59（44分）           |
| series-4                                                            |                                                                     |                                        |
| 4月7日スタートSP （2016年4月2日）                                   | 土曜日 20:15 - 20:43（28分）                                        | 土曜日 20:15 - 20:43（28分）           |
| レギュラー放送 （2016年4月7日 - 2017年3月9日）                      | 毎週木曜日 22:25 - 22:50（25分）                                    | 毎週木曜日 22:25 - 22:50（25分）       |
| レギュラー放送 （2016年4月7日 - 2017年3月9日）                      | #14のみ                                                             | 木曜日 22:28 - 22:50（22分）           |
| レギュラー放送 （2016年4月7日 - 2017年3月9日）                      | 年の瀬 5分拡大スペシャル                                            | 月曜日 22:45 - 23:15（30分）           |
| オモえもん 春のドキドキ オモまつり （2017年2月5日）                 | 日曜日 1:35 - 2:08（33分）                                          | 日曜日 1:35 - 2:08（33分）             |
| series-5                                                            |                                                                     |                                        |
| （2017年6月16日 - 2018年3月2日）                                    | 22:00 - 22:48（48分）                                               | 22:00 - 22:48（48分）                  |
| series-6以降                                                        |                                                                     |                                        |
| （2018年4月13日〜）                                                 | 不定期放送                                                          | 不定期放送                             |

## 出演者

### メインキャスト
- 内村光良（ウッチャンナンチャン）

### レギュラー出演者
- 田中直樹（ココリコ）[30]
- 塚地武雅（ドランクドラゴン）[31]
- じろう（シソンヌ）（series-5から／series-4は準レギュラー。series-3にも2度出演。）[注 5]
- 西田尚美（series-4まで・series-10から／series-5〜9は断続的に出演。）
- 川西賢志郎（series-10から）[注 6]
- 後藤淳平
- 水上恒司 （2025年5月2日放送分にてLIFE6期生に認定）
- 桜田ひより （2025年5月2日放送分にてLIFE6期生に認定）

### 過去のレギュラー・準レギュラー
- ムロツヨシ[32]（series-1#3〜series-7）2024年2月7日に放送されたテレビ東京「あちこちオードリー」に塚地が出演した際「ムロくんがレギュラーを実質卒業して」と語っている。
- 星野源（series-4まで／series-5、12に1度ずつ出演。）
- 石橋杏奈 （series-4まで／series-5〜6では断続的に、series-8に1度出演。）
- 臼田あさ美（series-2〜4、series-1にも3度出演していた。／series-5に1度、series-7〜8及びseries-12では断続的に出演。）
- 塚本高史（series-2まで／series-5〜8では断続的に出演。）
- 坪倉由幸（我が家）（series-2まで／series-6に1度出演。）
- 池田一真（しずる）（series-2まで／series-5に1度出演。）
- 吉田羊[33]（series-4のみ／series-5に1度出演。）
- 長谷川忍（シソンヌ）（series-4で準レギュラー／series-3にも2度出演。series-5以降は断続的に出演。）[注 7]
- 中川大志[34]（series-6〜8／series-5で断続的に、series-11で1度出演。）[注 8]
- 池谷のぶえ（series-6〜8で実質的なレギュラー／series-5でも出演。series-10以降は断続的に出演。）
- 江口のりこ（series-6〜9で実質的なレギュラー／series-5、10でも出演。）
- 伊藤健太郎（series-8／series-6〜7で断続的に出演していた。）[注 9]

### ナレーション
- 江川央生

### ゲスト

#### series-0〜series-4
| ゲスト出演者                       | 放送回                                                  | 出演コント・コーナー                                                            | 出典・注釈         |
| series-0（2012年）                 | series-0（2012年）                                      | series-0（2012年）                                                              | series-0（2012年） |
| ---------------------------------- | ------------------------------------------------------- | ------------------------------------------------------------------------------- | ------------------ |
| 佐藤光将                           | #1                                                      | ありません！                                                                    |                    |
| 矢部光祐                           | #1                                                      | ありません！                                                                    |                    |
| 伊藤修子                           | #2                                                      | 呼び方／ポエムな女                                                              | [ 注 10 ]          |
| 山本美月                           | #2                                                      | 捜査会議〜京都編〜／名脇役 Show must go on／ヒット祈願／運命の人                | [ 注 10 ]          |
| series-1（2013年度）               |                                                         |                                                                                 |                    |
| 栗山千明                           | #1                                                      | 家族割引／カギ                                                                  |                    |
| 栗山千明                           | #3                                                      | Welcome to USA                                                                  |                    |
| 宮藤官九郎                         | #2                                                      | あまちゃん 知られざるその裏側／注文の多い料理店／囲み取材／あなたにかかっている |                    |
| 木南晴夏                           | #3                                                      | 囲み取材／あなたにかかっている                                                  |                    |
| 臼田あさ美                         | #4                                                      | まっすぐ彦介／持ち込もうとする男                                                |                    |
| 臼田あさ美                         | #5                                                      | 正当表示                                                                        |                    |
| 臼田あさ美                         | #6                                                      | 結婚戦士ウェディングマン／心をひとつに／けんいちお兄さん                        |                    |
| 綾瀬はるか                         | 紅白歌合戦大集合SP                                      | ロング歌舞伎発声法／歌手面談／夢やぶれて                                        |                    |
| 大野智（嵐）                       | 紅白歌合戦大集合SP                                      | NHKなんで／歌手面談／夢やぶれて                                                 |                    |
| Perfume                            | 紅白歌合戦大集合SP                                      | ホール侵入                                                                      |                    |
| ゴールデンボンバー                 | 紅白歌合戦大集合SP                                      | 歌手面談                                                                        |                    |
| series-2（2014年）                 |                                                         |                                                                                 |                    |
| 山崎弘也（アンタッチャブル）       | #5                                                      | NHKなんで                                                                       |                    |
| 飯塚悟志（東京03）                 | #5                                                      | NHKなんで                                                                       |                    |
| オードリー                         | #5                                                      | NHKなんで                                                                       |                    |
| 狩野英孝                           | #5                                                      | NHKなんで                                                                       |                    |
| 美保純                             | #6                                                      | 恋のチムニー                                                                    |                    |
| 鈴木京香                           | #9                                                      | 言った言わない／マイワイフ／恋のチムニー                                        |                    |
| 安藤玉恵                           | #19                                                     | 恋のチムニー                                                                    | [ 38 ]             |
| LIFE! 2014 年の瀬 紅白コラボSP     |                                                         |                                                                                 |                    |
| 二宮和也（嵐）                     |                                                         | 世紀の発明／NHKなんで                                                           |                    |
| 吉高由里子                         | （スタジオトーク）                                      |                                                                                 |                    |
| ふなっしー                         | まっすぐ彦介                                            |                                                                                 |                    |
| シソンヌ                           | 世紀の発明                                              |                                                                                 |                    |
| チョコレートプラネット             | 宇宙人総理2014                                          |                                                                                 |                    |
| 西川貴教（T.M.Revolution）         | MUSIC LIFE                                              |                                                                                 |                    |
| クリス・ハート                     | MUSIC LIFE                                              |                                                                                 |                    |
| ももいろクローバーZ                | 夏木塾                                                  |                                                                                 |                    |
| series-3（2015年）                 |                                                         |                                                                                 |                    |
| スターダスト☆レビュー              | #1                                                      | スペシャルライブ！                                                              |                    |
| 大水洋介（ラバーガール）           | #3                                                      | テツオの数奇な運命／おひとりライフ                                              | [ 39 ]             |
| 飛永翼（ラバーガール）             | #3                                                      | おひとりライフ                                                                  | [ 39 ]             |
| 飛永翼（ラバーガール）             | #19                                                     | 宇宙人総理                                                                      |                    |
| 松尾駿（チョコレートプラネット）   | #4                                                      | みんなのテーマパーク                                                            |                    |
| 松尾駿（チョコレートプラネット）   | #9                                                      | 宇宙人総理                                                                      |                    |
| 松尾駿（チョコレートプラネット）   | #15                                                     | 歓喜の瞬間                                                                      |                    |
| シソンヌ                           | #5                                                      | 宇宙人総理                                                                      |                    |
| シソンヌ                           | #9                                                      | おひとりライフ                                                                  |                    |
| 土屋太鳳                           | #6（“まれ”コラボSP）                                    | “まれ”コラボスペシャルコント                                                    |                    |
| 大泉洋                             | #6（“まれ”コラボSP）                                    | “まれ”コラボスペシャルコント                                                    |                    |
| 清水富美加                         | #6（“まれ”コラボSP）                                    | ライフクローザー                                                                |                    |
| 田中泯                             | #6（“まれ”コラボSP）                                    | 宇宙人総理                                                                      |                    |
| 長田庄平（チョコレートプラネット） | #6（“まれ”コラボSP）                                    | ライフクローザー                                                                |                    |
| 長田庄平（チョコレートプラネット） | #9                                                      | 宇宙人総理                                                                      |                    |
| 長田庄平（チョコレートプラネット） | #14                                                     | モグラに育てられた男                                                            |                    |
| 長田庄平（チョコレートプラネット） | #20                                                     | グズ山くん                                                                      |                    |
| 増田雄一                           | #7                                                      |                                                                                 | [ 40 ]             |
| 田原総一朗                         | #8                                                      | 宇宙人総理                                                                      |                    |
| ちはる                             | #10                                                     | 宇宙人総理                                                                      |                    |
| 竹中直人                           | #11                                                     | 奇跡の瞬間／ギターの霊                                                          |                    |
| 竹中直人                           | #12                                                     | 父親たち                                                                        |                    |
| 槇原敬之                           | #14                                                     | イカ大王体操プロジェクト                                                        |                    |
| ケント・モリ                       | #15                                                     | イカ大王体操プロジェクト                                                        |                    |
| ケント・モリ                       | LIFE! 夏休みスペシャル みんなに広めよう イカ大王体操第2 |                                                                                 |                    |
| 山崎弘也（アンタッチャブル）       |                                                         |                                                                                 |                    |
| 西堀裕美（NHKアナウンサー）        |                                                         |                                                                                 |                    |
| さかなクン                         |                                                         |                                                                                 |                    |
| くまモン                           |                                                         |                                                                                 |                    |
| 活イカ活っちゃん                   |                                                         |                                                                                 |                    |
| ブラック番長                       |                                                         |                                                                                 |                    |
| Dream5                             |                                                         |                                                                                 |                    |
| 舞岡高校男子水泳部                 |                                                         |                                                                                 |                    |
| 嶋佐和也（ニューヨーク）           | #18                                                     | 修羅場                                                                          |                    |
| 谷昇                               | #18                                                     | LIFE!チョイス                                                                   |                    |
| 樹木希林                           | #19                                                     | 宇宙人総理                                                                      |                    |
| 樹木希林                           | #21                                                     | あの日、人生党が負けていたら                                                    |                    |
| 羽鳥慎一                           | #19                                                     | 宇宙人総理                                                                      |                    |
| 羽鳥慎一                           | #21                                                     | あの日、人生党が負けていたら                                                    | [ 41 ] [ 注 11 ]   |
| ゆうたろう                         | #19                                                     | 宇宙人総理                                                                      |                    |
| 岡野陽一（巨匠 (当時)）            | #21                                                     | 交渉人                                                                          |                    |
| 視聴者還元10ミニッツ（2015年）     |                                                         |                                                                                 |                    |
| じろう（シソンヌ）                 | #2                                                      | 野菜の声                                                                        |                    |
| LIFE! 2015 超豪華ゲストSP          |                                                         |                                                                                 |                    |
| ピース                             |                                                         | 囲み取材                                                                        |                    |
| 堤真一                             | スポーツ番長＜冬＞                                      |                                                                                 |                    |
| 香取慎吾（SMAP (当時)）            | 特濃マネージャー真壁 守                                 |                                                                                 |                    |
| 長澤まさみ                         | イカ大王のお礼行脚                                      |                                                                                 |                    |
| 橋本環奈                           | イカ大王のお礼行脚                                      |                                                                                 |                    |
| 黒木華                             | イカ大王のお礼行脚                                      |                                                                                 |                    |
| 小日向しえ                         | イカ大王のお礼行脚                                      |                                                                                 |                    |
| LIFE! 4月7日スタートSP             |                                                         |                                                                                 |                    |
| 駒村多恵（NHKアナウンサー）        |                                                         | 囲み取材                                                                        |                    |
| series-4（2016年度）               |                                                         |                                                                                 |                    |
| 豊原功輔                           | #1                                                      | オープニングロケコント                                                          |                    |
| 宮川大輔                           | #1                                                      | オープニングロケコント                                                          |                    |
| いとうあさこ                       | #1                                                      | オープニングロケコント                                                          |                    |
| じろう（シソンヌ）                 | #3, #11, #15, #20, #25, #33                             | ムロ待ち                                                                        |                    |
| じろう（シソンヌ）                 | #11, Final episode                                      | オモえもん                                                                      |                    |
| じろう（シソンヌ）                 | #17                                                     | （スタジオトーク）                                                              |                    |
| じろう（シソンヌ）                 | #23                                                     | 方言指導                                                                        |                    |
| じろう（シソンヌ）                 | #27, #32                                                | 実録？敏腕Pとある芸人                                                           |                    |
| じろう（シソンヌ）                 | #29                                                     | 正しい人                                                                        |                    |
| 柄本佑                             | #8                                                      | テイクオフ                                                                      |                    |
| 柄本佑                             | #15                                                     | 特徴                                                                            |                    |
| 柄本佑                             | #32                                                     | 幸せな苦情                                                                      |                    |
| 長谷川忍（シソンヌ）               | #9                                                      | シソンヌ長谷川のソロキャンプLIFE                                                |                    |
| 長谷川忍（シソンヌ）               | #10                                                     | ようこそ七坂村へ                                                                |                    |
| 長谷川忍（シソンヌ）               | #11, Final episode                                      | オモえもん                                                                      |                    |
| 長谷川忍（シソンヌ）               | #16, #19, #20, #22, #23, #25, #26, #27, #29, #30, #32   | LIFE! ANSWER ※天の声                                                            |                    |
| 長谷川忍（シソンヌ）               | #18                                                     | （スタジオトーク）                                                              |                    |
| 長谷川忍（シソンヌ）               | #19                                                     | 何度でも                                                                        |                    |
| 長谷川忍（シソンヌ）               | #21                                                     | 出たぞ！                                                                        |                    |
| 長谷川忍（シソンヌ）               | #29                                                     | HOTなカマタくん                                                                 |                    |
| 長谷川忍（シソンヌ）               | #32                                                     | 実録？敏腕Pとある芸人                                                           |                    |
| 村上虹郎                           | #10                                                     | 歯を食いしばれ！                                                                |                    |
| 村上虹郎                           | #13                                                     | 最後の夏                                                                        |                    |
| チョコレートプラネット             | #13                                                     | 最後の夏                                                                        |                    |
| ラバーガール                       | #13                                                     | 最後の夏                                                                        |                    |
| でんでん                           | #17                                                     | おじさんの町                                                                    |                    |
| 清野菜名                           | #19                                                     | 盗聴                                                                            |                    |
| 竹内涼真                           | #20                                                     | 女マン                                                                          |                    |
| 市川猿之助                         | #21                                                     | 梅雨入り坊や                                                                    |                    |
| 佐藤栞里                           | 年の瀬 5分拡大SP                                        | 囲み取材                                                                        |                    |
| 綾瀬はるか                         | #27                                                     | 精霊の歌舞伎人                                                                  |                    |
| 綾瀬はるか                         | #28                                                     | うそ太郎                                                                        |                    |
| 鈴木亮平                           | #28                                                     | 現役選手と元選手                                                                |                    |
| 鈴木亮平                           | #29                                                     | LIFE! EMOTIONS                                                                  |                    |
| 松下優也                           | #29                                                     | HOTなカマタくん                                                                 |                    |
| 服部幸應                           | #31                                                     | ムロ鍋JAPAN                                                                     |                    |
| 加藤満                             | Final episode                                           | ドキュメント2057                                                                |                    |
| 堂下勝気                           | Final episode                                           | ドキュメント2057                                                                |                    |
| 小豆畑雅一                         | Final episode                                           | ドキュメント2057                                                                |                    |
| 湯浅浩史                           | Final episode                                           | ドキュメント2057                                                                |                    |
| 釆澤靖起                           | Final episode                                           | ドキュメント2057                                                                |                    |
| 柳下季里                           | Final episode                                           | ドキュメント2057                                                                |                    |
| 田尻宰                             | Final episode                                           | ドキュメント2057                                                                |                    |

#### series-5以降
※ 太字は過去のレギュラーメンバー
| ゲスト出演者                                                                               | 放送回               | 出典・注釈           |
| series-5（2017年度）                                                                       | series-5（2017年度） | series-5（2017年度） |
| ------------------------------------------------------------------------------------------ | -------------------- | -------------------- |
| 葵わかな、斉藤由貴、長谷川朝晴、小泉里子、秋田汐梨、中村優月、東京フィルハーモニー交響楽団 | #1                   |                      |
| 菅田将暉                                                                                   | #1, #4, #6           |                      |
| 横浜流星                                                                                   | #1, #3               |                      |
| 深田恭子、星野源、阿佐ヶ谷姉妹、大水洋介（ラバーガール）、棚橋弘至                         | #2                   |                      |
| 中川大志                                                                                   | #2, #3, #6, #7       |                      |
| 石橋杏奈、國村隼                                                                           | #2, #6               |                      |
| 有村架純、江口のりこ                                                                       | #3, #5               |                      |
| 川栄李奈（AKB48 (当時)）、古田新太、臼田あさ美                                             | #3                   |                      |
| 長澤まさみ、長谷川忍（シソンヌ）、池田一真（しずる）、市川猿之助                           | #4                   |                      |
| 池谷のぶえ                                                                                 | #4, #6               |                      |
| 中村倫也                                                                                   | #4, #7, #8           |                      |
| 竹中直人、高良健吾、藤野涼子、二宮和也（嵐）                                               | #5                   |                      |
| 吉田羊、真野恵里菜、塚本高史、梶原善                                                       | #6                   |                      |
| 黒木華、西田尚美、吉田靖直（トリプルファイヤー）                                           | #7                   |                      |
| 三津谷寛治のプレミアムマーベラスセレクション（2018年）                                     |                      |                      |
| 西野七瀬（乃木坂46 (当時)）                                                                |                      |                      |
| series-6（2018年度）                                                                       |                      |                      |
| 井上芳雄、木村佳乃                                                                         | #1                   |                      |
| 石橋杏奈                                                                                   | #1, #7, #8           |                      |
| 塚本高史                                                                                   | #1, #5               |                      |
| 坪倉由幸（我が家）                                                                         | #1                   |                      |
| 中村倫也                                                                                   | #1                   |                      |
| 西田尚美                                                                                   | #1, #8               |                      |
| 池谷のぶえ                                                                                 | #2, #3, #5, #6, #8   |                      |
| 伊藤健太郎                                                                                 | #2, #6               |                      |
| 江口のりこ                                                                                 | #2, #3, #5〜8        |                      |
| 桜井日奈子、広末涼子                                                                       | #2                   |                      |
| YOU、真野恵里菜、滝沢カレン                                                                | #3                   |                      |
| 長谷川忍（シソンヌ）                                                                       | #3, #6               |                      |
| 松井玲奈                                                                                   | #3, #8               |                      |
| 櫻井翔（嵐）、大野智（嵐）、佐藤健                                                         | #4                   |                      |
| 永野芽郁                                                                                   | #4, #6               |                      |
| 玉木宏、飯豊まりえ                                                                         | #5                   |                      |
| 古田新太                                                                                   | #6                   |                      |
| 吉岡里帆                                                                                   | #7                   |                      |
| 白鳥玉季                                                                                   | #8                   |                      |
| series-7（2019年度）                                                                       |                      |                      |
| ジェジュン、生田絵梨花（乃木坂46 (当時)）                                                  | #1, #2               |                      |
| 伊藤健太郎                                                                                 | #1, #5, #7           |                      |
| 池谷のぶえ                                                                                 | #1, #2, #4〜7        |                      |
| 江口のりこ                                                                                 | #1, #4〜6            |                      |
| 杉咲花、松井玲奈                                                                           | #2                   |                      |
| 塚本高史                                                                                   | #2, #5               |                      |
| 長谷川忍（シソンヌ）                                                                       | #2, #4〜6            |                      |
| 広瀬すず、山田裕貴、川島明（麒麟）                                                         | #3                   |                      |
| 吉沢亮、石川恋、廣田直敬                                                                   | #4                   |                      |
| 飯豊まりえ                                                                                 | #4, #5               |                      |
| 臼田あさ美                                                                                 | #4, #5, #7           |                      |
| 向井理、西田尚美                                                                           | #5                   |                      |
| 竹中直人、川西賢志郎（和牛 (当時)）、桜井日奈子                                            | #6                   |                      |
| 木村多江                                                                                   | #7                   |                      |
| series-8（2020年〜2021年4月23日）                                                          |                      |                      |
| 池谷のぶえ                                                                                 | #1, #2, #4, #7, #9   |                      |
| 長谷川忍（シソンヌ）                                                                       | #3, #4, #7           |                      |
| 西田尚美                                                                                   | #1, #3, #5, #9       |                      |
| 江口のりこ                                                                                 | #1, #5, #7, #9       |                      |
| 上白石萌歌、元康、波瑠                                                                     | #1                   |                      |
| 奈緒                                                                                       | #2, #4, #7           |                      |
| 木村佳乃                                                                                   | #2                   |                      |
| 白石聖                                                                                     | #3, #4               |                      |
| ともさかりえ                                                                               | #3                   |                      |
| 臼田あさ美                                                                                 | #3, #4, #7, #9       |                      |
| 山之内すず                                                                                 | #4                   |                      |
| 竹中直人、小鷹狩八、清水香帆、本保佳音、高木龍之介                                         | #5                   |                      |
| 小林聡美、趣里、山田裕貴、後藤拓実（四千頭身）                                             | #6                   |                      |
| 鈴木京香、NHK東京児童合唱団                                                                | #7（東北SP）         |                      |
| 松本まりか、石橋杏奈、塚本高史                                                             | #8                   |                      |
| series-9（2021年5月〜2022年2月）                                                           |                      |                      |
| 黒島結菜、仲野太賀、ゆりやんレトリィバァ、後藤拓実（四千頭身）                             | 春                   |                      |
| 江口のりこ                                                                                 | 春, 冬2              |                      |
| 木村多江、山田裕貴、西野七瀬、吉住                                                         | 夏                   |                      |
| 長谷川忍（シソンヌ）                                                                       | 夏, 冬2              |                      |
| 杉咲花、風間俊介、池谷のぶえ、柘植恵水（ナレーター）、槇大輔（ナレーター）                 | 秋                   |                      |
| 川西賢志郎（和牛 (当時)）                                                                  | 秋, 冬1              |                      |
| 赤楚衛二、小芝風花、西田尚美、ムロツヨシ                                                   | 冬1                  |                      |
| 中島健人（Sexy Zone (当時)）、松岡茉優                                                     | 冬2                  |                      |
| series-10（2022年度）                                                                      |                      |                      |
| 上白石萌音、山田裕貴、岡村隆史（ナインティナイン）                                         | 春                   |                      |
| 川栄李奈、神尾楓珠、池谷のぶえ                                                             | 夏                   |                      |
| 長田庄平（チョコレートプラネット）                                                         | 夏, 冬2              |                      |
| 岸井ゆきの、松村北斗（SixTONES）、江口のりこ、成田剣（ナレーター）                         | 秋                   |                      |
| 後藤淳平（ジャルジャル）                                                                   | 秋, 冬2              |                      |
| 吉岡里帆、鈴鹿央士                                                                         | 冬1                  |                      |
| 白石麻衣、鈴木伸之、YOU                                                                    | 冬2                  | [ 43 ]               |
| series-11（2023年度）                                                                      |                      |                      |
| 後藤淳平（ジャルジャル）                                                                   | 春, 秋               |                      |
| 広瀬アリス、松村北斗（SixTONES）、仲吉玲亜                                                 | 春                   | [ 44 ]               |
| 水川あさみ、中川大志、YOU                                                                  | 夏                   | [ 45 ]               |
| 生田絵梨花、木村多江、水上恒司                                                             | 秋                   | [ 46 ]               |
| 上白石萌歌、サーヤ（ラランド）、富栄ドラム                                                 | 冬1                  | [ 47 ]               |
| 高杉真宙、桜田ひより、池谷のぶえ、岡部大（ハナコ）                                         | 冬2                  | [ 48 ]               |
| series-12（2024年度）                                                                      |                      |                      |
| 中村倫也、生見愛瑠、天希かのん（ナレーター）                                               | 春                   | [ 49 ]               |
| サーヤ（ラランド）                                                                         | 春                   |                      |
| 12周年SP 第一夜・第二夜                                                                    |                      |                      |
| ムロツヨシ、池谷のぶえ、水上恒司、臼田あさ美                                               |                      |                      |
| 今田美桜、水上恒司、NHK交響楽団                                                            | 12周年SP 第一夜      |                      |
| 川口春奈、星野源                                                                           | 12周年SP 第二夜      |                      |
| 松岡茉優、宮世琉弥                                                                         | 秋                   |                      |
| 池谷のぶえ、北村一輝、サーヤ（ラランド）、白石麻衣                                         | 冬1                  |                      |
| 臼田あさ美、桜田ひより、水上恒司                                                           | 冬2                  |                      |
| series-13（2025年度）                                                                      |                      |                      |
| あの、生田絵梨花、桜田ひより、水上恒司                                                     | 春                   |                      |

## 放送内容

### series-0（パイロット版）
| #      | 放送日   | コント | 人生とは、───。                                         |
| 2012年 | 2012年   | 2012年 | 2012年                                                  |
| ------ | -------- | --- | ------------------------------------------------------- |
| #1     | 9月1日   | 人生とは、───。Ⅰ，ありません！，日本人58番目の宇宙飛行士の憂うつ，マスクを継ぐ者 ROUND1，有名じゃない人記念館，人生とは、───。Ⅱ，亡き父に捧ぐ，マスクを継ぐ者 ROUND2，人生とは、───。Ⅲ，マスクを継ぐ者 ROUND3，鍵がない | 人生とは、答えのない「問い」である。（人生とは、───。） |
| #1     | 9月1日   | 人生とは、───。Ⅰ，ありません！，日本人58番目の宇宙飛行士の憂うつ，マスクを継ぐ者 ROUND1，有名じゃない人記念館，人生とは、───。Ⅱ，亡き父に捧ぐ，マスクを継ぐ者 ROUND2，人生とは、───。Ⅲ，マスクを継ぐ者 ROUND3，鍵がない | 人生とは、考えるな、感じろ。（人生とは、───。）         |
| #2     | 12月22日 | 人生とは、───。，捜査会議～京都編～，呼び方，歌舞伎なヤツ，常連の恋，名脇役 Show must go on，ヒット祈願，ポエムな女，恋のチムニー，運命の人                                                                             | 人生とは、風の中で生きること。（人生とは、───。）       |

### series-1
| #                           | 放送日   | コント | 企画、コーナーほか                                     | 人生とは、───。                                                 | 備考      |
| 2013年                      | 2013年   | 2013年 | 2013年                                                 | 2013年                                                          |           |
| --------------------------- | -------- | --- | ------------------------------------------------------ | --------------------------------------------------------------- | --------- |
| #1                          | 6月18日  | 人生とは、───。①，LIFEスペシャル「深海の超巨大生物を追え」1，家族割引，人生とは、───。②，囲み取材，人生とは、───。③，LIFEスペシャル「深海の超巨大生物を追え」2，無敵の男，カギ～the secret number～，ゆういち | 塚地×イカ大王 大作コントに挑戦                         | 人生とは、勇気をみつける旅である。（人生とは、───。）           |           |
| #1                          | 6月18日  | 人生とは、───。①，LIFEスペシャル「深海の超巨大生物を追え」1，家族割引，人生とは、───。②，囲み取材，人生とは、───。③，LIFEスペシャル「深海の超巨大生物を追え」2，無敵の男，カギ～the secret number～，ゆういち | 塚地×イカ大王 大作コントに挑戦                         | 人生とは、夢を育む陽だまりである。（人生とは、───。）           |           |
| #1                          | 6月18日  | 人生とは、───。①，LIFEスペシャル「深海の超巨大生物を追え」1，家族割引，人生とは、───。②，囲み取材，人生とは、───。③，LIFEスペシャル「深海の超巨大生物を追え」2，無敵の男，カギ～the secret number～，ゆういち | 塚地×イカ大王 大作コントに挑戦                         | 人生とは、男と女の年輪である。（人生とは、───。）               |           |
| #2                          | 8月20日  | うちわ職人，宇宙人総理，マスクを継ぐ者，あまちゃん 知られざるその裏側，あまちゃん オープニング，無敵の男，弟子ガール，注文の多いラーメン屋，かっぱのおじさん                                                  |                                                        | 人生は、今を生きること。（うちわ職人）                          | [ 注 12 ] |
| #3                          | 8月27日  | 9時半の男，無敵の男，囲み取材，あなたにかかっている，シンバルの冨木さん，イカ大王，恩師，Welcome to USA | ダイオウイカにあやかりたい イカ大王 陸へ               | 人生には、それぞれの正しさがある。（9時半の男）                 | [ 注 13 ] |
| #4                          | 11月4日  | 自慢の味，宇宙人総理，野球部のみんな，旅立つ妹へ，女子目線，まっすぐ彦介，現場中継①，現場中継②，現場中継③，持ち込もうとする男，大詰め                                                                         | spice of LIFE～塚地武雅～，spice of LIFE～ムロツヨシ～ | 人生とは、明日への選択である。（自慢の味）                      |           |
| #5（年の瀬大感謝SP）        | 12月23日 | スーパースター～2割引き～，伝説の声をもつ男，スーパースター～5割引き～，囲み取材，スーパースター～8割引き～，申し訳ありません！，正当表示，たとえ予報士，アリとキリギリス，恋のチムニー                       |                                                        | 人生とは、感謝を伝える時間である。（スーパースター～2割引き～） |           |
| 紅白歌合戦 大集合スペシャル | 12月26日 | 紅白出場へ，ロング歌舞伎発声法，NHKなんで～大野智編～，ホール侵入，歌手面談，夢やぶれて | 記憶に残る紅白名司会，紅白司会ハプニング集             | 人生とは、夢をかなえるステージである。（紅白出場へ）            | 特別番組  |
| 2014年                      |          | |                                                        |                                                                 |           |
| #6                          | 3月4日   | サプライズ，まっすぐ彦介，あうんの呼吸，例えるなら，結婚戦士ウェディングマン，三角関係，留学生ダニエル，心をひとつに，けんいちお兄さん                                                                        |                                                        | 人生は、喜びと悲しみの交差点である。（サプライズ）              |           |
| やってみようスペシャル      | 3月18日  | 一流の舌，能力者，イマジネーション，記憶喪失の少女，吉本隆夫の妻，やってみよう，愛しのエリ～会いたくて～，表へ出ろ！                                                                                          | ムガめし                                               | 人生とは、新しい味への挑戦。（一流の舌）                        |           |

### series-2
| #                        | 放送日   | コント | 企画、コーナーほか                   | 人生とは、───。                                                     | 備考                   |
| 2014年                   | 2014年   | 2014年 | 2014年                               | 2014年                                                              | 2014年                 |
| ------------------------ | -------- | --- | ------------------------------------ | ------------------------------------------------------------------- | ---------------------- |
| #1                       | 4月3日   | スポーツ番長，囲み取材，母をたずねて40万里，引き立て役，山倉くんと望月くん，無敵の男                                                                |                                      | 人生とは、華々しいLIVEである。（オープニングスタジオトーク）        | 生放送                 |
| #2                       | 4月10日  | 人見知りSP，スポーツ番長，託された男，宇宙人総理，愛する母へ，恋のチムニー                                                                          | イカ大王の深海悩み相談室             | 人生は、どこかでだれかに守られている。（人見知りSP）                |                        |
| #3                       | 4月17日  | 大将，山倉くんと望月くん，三角関係，インナーコスモホログラム#1，承諾，インナーコスモホログラム#2，有名じゃない人記念館                              | ナオミのニッポン麺紀行               | 人生とは、熱き夢を生きること。（大将）                              |                        |
| #4                       | 4月24日  | 最後の客，囲み取材，母をたずねて40万里，マスクを継ぐ者，まっすぐ彦介，送ろうとする男，プロジェクションマッピング                                    | spice of LIFE～田中直樹～            | 人生には、譲れない正義がある。（最後の客）                          |                        |
| #5                       | 5月8日   | スポーツ番長，NHKなんで，山倉くんと望月くん，弟子ガール，ジャパン～地域とその歴史を訪ねて～(「NHKなんで」アドリブパート)                            | spice of LIFE～石橋杏奈～            | 人生とは、すなわちこれ、人間なり。（スポーツ番長）                  |                        |
| #6                       | 5月15日  | サイン，宇宙人総理，囲み取材，星になったジロー，人見知りSP，ズレノくん，恋のチムニー                                                                | ナオミのニッポン麺紀行               | 人生は、落胆の中に奮起あり。（サイン）                              |                        |
| #7                       | 5月22日  | 練習中，まっすぐ彦介，あうんの呼吸，三角関係，ブレさせる女，プラス車掌，母をたずねて40万里                                                          | イカ大王の深海悩み相談室             | 人生は、理想と現実のバランス。（練習中）                            |                        |
| #8                       | 5月29日  | なんでも御見トシ夫，スポーツ番長，思い出の家，アンティーク，親友アピールする男，無敵の男                                                            | spice of LIFE～星野源～              | 人生は、逆転、また大逆転。（なんでも御見トシ夫）                    |                        |
| #9                       | 6月5日   | 山倉くんと望月くん，言った言わない，囲み取材，マイワイフ，土産，恋のチムニー                                                                        |                                      | 人生は、求めるな、与えよ。（山倉くんと望月くん）                    |                        |
| #10                      | 6月12日  | たとえ予報士，宇宙人総理，有名じゃない人記念館，プラス車掌，法廷画家，シンバルの冨木さん，謝罪                                                      | 本当にあった『有名じゃない人記念館』 | 人生とは、曇りのち晴れ、ところにより雨。（たとえ予報士）            |                        |
| 三角関係スペシャル       | 6月26日  | 三角関係（第一話），（第二話），（第三話），第四話                                                                                                  |                                      | -                                                                   | 括弧内コントは再放送。 |
| #11                      | 7月3日   | 新郎の父，まっすぐ彦介，囲み取材，やめろ！，やめろ！～3日後～，なんでも御見トシ夫，やめろ！～1週間後～，迎えの日                                    | ナオミのニッポン麺紀行               | 人生とは、涙にぬれた幸せである。（新郎の父）                        |                        |
| #12                      | 7月10日  | 傑作，宇宙人総理，該当者，インナーコスモホログラム#3，インナーコスモホログラム#4，パリの空の下，シミュレーション夫婦，谷口学習塾                    | spice of LIFE～臼田あさ美～          | 人生とは、夢のかけらである。（傑作）                                |                        |
| #13                      | 7月17日  | 健さんがいた，ザ・ナツキチャンネル，記憶喪失の少女，山倉くんと望月くん，貸そうとする男，スポーツ番長                                                | しずる池田のニッポン厄よけ紀行       | 人生とは、粋である。（健さんがいた）                                |                        |
| #14                      | 7月24日  | オリジナリティ，まっすぐ彦介，あうんの呼吸，結婚戦士ウェディングマン，プラス車掌，ズレノくん，一流の舌                                              | 緊急企画「ムロムロ詐欺」を暴け！     | 人生とは、個性を身にまとうこと。（オリジナリティ）                  |                        |
| #15                      | 7月31日  | スーパースター～2割引き～，スーパースター～5割引き～，囲み取材，コラボバーガー，スーパースター～8割引き～，三角関係                                 | 石橋杏奈の「ちょうどいい走り」       | 人生とは、日常という名のショーである。（スーパースター～2割引き～） |                        |
| #16                      | 8月7日   | 恋のチムニー レコーディング，ザ・ナツキチャンネル，ホントに恐い人劇場，キャット大好きカフェ，愛する妹へ，NHKなんで～ムロツヨシ編～                  | 恋チムで村おこし                     | 人生とは、自らを越えること。（恋のチムニー レコーディング）         |                        |
| #17                      | 8月28日  | ホントに恐い人劇場，まっすぐ彦介，ご想像にお任せ，宇宙人総理，山倉くんと望月くん，マスクを継ぐ者，ゾンビライフ，6回転                               |                                      | 人生とは、情熱である。（ホントに恐い人劇場）                        |                        |
| #18                      | 9月4日   | パリの空の下，スポーツ番長，わだかまり，プラス車掌，おばあちゃんの知恵，三角関係，やるしかねえ                                                      | イカ大王の深海悩み相談室             | 人生とは、喜びを歌うこと。（パリの空の下）                          |                        |
| #19                      | 9月18日  | まっすぐ彦介，囲み取材，逸材，妖怪どうしたろうかしゃん，あうんの呼吸，上司にしたい男，恋のチムニー                                                  | ナオミのニッポン麺紀行               | 人生とは、己の壁を破ること。（まっすぐ彦介）                        |                        |
| #20                      | 9月25日  | スポーツ番長，山倉くんと望月くん，NHKなんで，無敵の男，NHKなんで，三角関係，NHKなんで～内村光良編～                                                 |                                      | 人生とは、続くものである。（NHKなんで～内村光良編～）               | 最終回                 |
| 2014 年の瀬 紅白コラボSP | 12月30日 | 宇宙人総理2014，まっすぐ彦介，世紀の発明，NHKなんで～二宮和也編～，MUSIC LIFE～クリス・ハート編～，MUSIC LIFE～T.M.Revolution編～，夏木塾～紅白編～ |                                      | 人生とは、黒か白か、紅か白か。（宇宙人総理2014）                    | 特別番組               |

### series-3
| #                   | 放送日   | コント | 企画、コーナーほか                                                                                            | 人生とは、───。                                           | 備考     |
| 2015年              | 2015年   | 2015年 | 2015年 | 2015年                                                    | 2015年   |
| ------------------- | -------- | --- | --- | --------------------------------------------------------- | -------- |
| #1                  | 4月2日   | 最終面接，世界一優しい格闘技，妖怪どうしたろうかしゃん，カッツ・アイ，プラス車掌，右往左往株式会社，宇宙人総理                                            | スペシャルライブ！                                                                                            | 人生とは、偽りのない履歴である。（最終面接）              | 生放送   |
| #2                  | 4月9日   | オレたちの人生，漂う社長，ゲラD 平塚，枯れ山水，運命の人，いや僕だって，変わらぬ関係                                                                      | LIFE! WORD | 人生とは、青天井の欲である。（オレたちの人生）            |          |
| #3                  | 4月16日  | 部長、お電話です，テツオの数奇な運命，我慢の男，テツオの数奇な運命，おっさんが作っている，修羅場，カメラお願いします                                      | おひとりライフ，ムロツヨシ「のどの検査に行く」                                                                | 人生とは、出会いの巡り合い。（部長、お電話です）          |          |
| #4                  | 4月23日  | チキン揚げていい人，宇宙人総理，密室のひととき，団結，来ない注文，密室のひととき，みんなのテーマパーク，密室のひととき，新種登録センター                  | アナザーヒストリー，イカ大王から緊急メッセージ                                                                | 人生とは、極みの味を知ること。（チキン揚げていい人）      |          |
| #5                  | 4月30日  | 宇宙人総理，泥棒?!，キスがうまいだけ，路上に咲く夢，新手の地獄，プラス車掌，つけこもうとする男，変態経由                                                  | 石橋杏奈の「東京いい店 暗い店」                                                                               | 人生とは、未知である。（宇宙人総理）                      |          |
| #6（まれコラボSP）  | 5月7日   | 宇宙人総理，妖怪どうしたろうかしゃん，“まれ”コラボ スペシャルコント，ライフクローザー，激痛，カワバタ                                                     | | 人生とは、未確認である。（宇宙人総理）                    |          |
| #7                  | 5月14日  | ボクたちの公園，漂う社長，ゲラD 平塚，宇宙人総理，伝説の黒帯，熟年離婚，妻・絶対主義，お湯の行方                                                          | | 人生とは、遊び方を学ぶこと。（ボクたちの公園）            |          |
| #8                  | 5月21日  | カッツ・アイ，宇宙人総理，ラストお父さん，宇宙人総理，新おねえさん，テツオの数奇な運命，変わらぬ関係                                                      | 臼田あさ美の「アクション頑張るぞ！」                                                                          | 人生は、皆、仮の姿。（カッツ・アイ）                      |          |
| #9                  | 6月4日   | 法律の壁，宇宙人総理，プラス車掌，こだわりの一杯①，囲み取材，こだわりの一杯②，突き詰めると，こだわりの一杯③                                               | おひとりライフ                                                                                                | 人生とは、壁の向こうにある明日。（法律の壁）              |          |
| #10                 | 6月11日  | スーパースター～2割引き～，モグラに育てられた男，宇宙人総理，スーパースター～5割引き～，プラス車掌，スーパースター～9割引き～                             | 「マモーミモー」復活 その舞台裏                                                                               | 人生とは、情熱の坩堝である。（スーパースター～2割引き～） |          |
| #11                 | 6月18日  | 奇跡の瞬間，報道の壁，ギターの霊，キスがうまいだけ，プラス車掌，残されたメッセージ，おもしろ人間                                                          | 塚地の見ている世界                                                                                            | 人生とは、他人には見えない景色。（奇跡の瞬間）            |          |
| #12                 | 6月25日  | カッツ・アイ，妖怪どうしたろうかしゃん，おっさんが作っている，宇宙人総理，偽おばあちゃんの知恵袋，父親たち                                                | 星野源「カセット工場へ行く」                                                                                  | 人生とは、愛を守ること。（カッツ・アイ）                  |          |
| #13（3ヶ月点検SP）  | 7月2日   | NHKなんで①，マスミさん，実は…，NHKなんで②，NHKなんで③ | 検証！どうしたろうかしゃん，シリーズ化に届かなかったキャラ，連続放送 宇宙人総理，内村イチオシコント「修羅場」 | 人生とは、「ありのまま」を見せること。（NHKなんで①）      |          |
| #14                 | 7月9日   | モグラに育てられた男，囲み取材，B定食，女マン，難局物語，実は…，三択問題                                                                                  | イカ大王体操プロジェクト，『イカ大王体操第2』視聴                                                             | 人生とは、不器用を愉しむこと。（モグラに育てられた男）    |          |
| #15                 | 7月23日  | 歓喜の瞬間，新おねえさん，あうんの呼吸，テツオの数奇な運命，キスがうまいだけ，何かあったな，突き詰めると，店じまい                                        | イカ大王体操プロジェクト                                                                                      | 人生とは、喜びを分かち合うこと。（歓喜の瞬間）            |          |
| #16                 | 7月30日  | ダイエットの壁，先送りの妖精，マスクの女，プラス車掌，修羅場，妻・絶対主義                                                                                | 臼田あさ美の「アクション頑張るぞ！」，イカ大王体操プロジェクト                                                | 人生とは、理想という夢。（ダイエットの壁）                |          |
| #17                 | 8月20日  | 女マン，カッツ・アイ，個性を伸ばす，囲み取材，ロミオとジュリエットとタニカワ，妖怪どうしたろうかしゃん，何のために                                        | イカ大王体操プロジェクト，ナオミのニッポン麺紀行 シーズン2                                                    | 人生とは、歩み合う影である。（女マン）                    |          |
| #18                 | 8月27日  | 囲み取材，モグラに育てられた男，プラス車掌，ラストお父さん，色あせない夏，修羅場                                                                          | LIFE!チョイス①，LIFE!チョイス②                                                                                | 人生とは、飾られた嘘である。（囲み取材）                  |          |
| #19                 | 9月3日   | 宇宙人総理，女マン，宇宙人総理，プラス車掌，宇宙人総理，宇宙人総理                                                                                        | | （なし）                                                  | 生放送   |
| #20                 | 9月17日  | 教育の壁，キスがうまいだけ，おっさんが作っている，グズ山くん，守ろうとする男，こんな時に，とうとう…                                                       | イカ大王体操プロジェクト                                                                                      | 人生とは、壁を貫く正義。（教育の壁）                      |          |
| #21                 | 9月24日  | 水たまり①，カッツ・アイ，NHKなんで，水たまり②，NHKなんで～妖怪どうしたろうかしゃん編～，交渉人，NHKなんで～カッツ・アイ編～，あの日、人生党が負けていたら | 臼田あさ美の「アクション頑張るぞ！」                                                                          | 人生とは、避けられぬ深み。（水たまり①）                   | 最終回   |
| 2015 超豪華ゲストSP | 12月29日 | 囲み取材，スポーツ番長＜冬＞，特濃マネージャー 真壁 守，乗るか？撮るか？，名残り                                                                          | イカ大王のお礼行脚                                                                                            | -                                                         | 特別番組 |

### 視聴者還元10ミニッツ
| #                    | 放送日   | コント | 備考      |
| 2015年               | 2015年   | 2015年 | 2015年    |
| -------------------- | -------- | --- | --------- |
| #1                   | 11月8日  | 堂々とした人，ライフマン                                                                                      | [ 注 24 ] |
| #2                   | 11月15日 | 突き詰めると，野菜の声                                                                                        | [ 注 24 ] |
| #3                   | 11月22日 | プラス車掌，気にしないでください                                                                              | [ 注 24 ] |
| #4                   | 12月6日  | 購入翌日，命が…                                                                                               | [ 注 24 ] |
| #5                   | 12月13日 | 料理は愛情，フチ吾郎，ドラマみたいな                                                                          |           |
| 2016年               |          | |           |
| 視聴者還元30ミニッツ | 1月9日   | NHKなんで，堂々とした人，ライフマン，プラス車掌，気にしないでください，野菜の声，突き詰めると，ドラマみたいな | [ 注 25 ] |

### series-4
| #                | 放送日   | コント                                                                                               | 企画、コーナーほか                                                                        | Today’s LIFE WORD'S                                                                                       | 備考      |
| 2016年           | 2016年   | 2016年                                                                                               | 2016年                                                                                    | 2016年 | 2016年    |
| ---------------- | -------- | --- | ----------------------------------------------------------------------------------------- | --- | --------- |
| #1               | 4月7日   | オープニングロケコント，HOTなカマタくん，女マン，うそ太郎，自称の旅館                                |                                                                                           | 最初お前のホットパンツを見たときは バカじゃねえかと思ったが なんでもはいてみるもんだな（HOTなカマタくん） |           |
| #2               | 4月21日  | ルーティン，梅雨入り坊や，カッツ・アイ，におい，原始人                                               |                                                                                           | 梅雨は入れてもらうものではない 梅雨入り坊やが入れるのだ（梅雨入り坊や）                                   | [ 注 27 ] |
| #3               | 4月28日  | スーパースター～2割引き～，苦行，スーパースター～8割引き～，型破りな教師，ムロ待ち，心のベストソング |                                                                                           | ん～ どうでしょう？（スーパースター～2割引き～）                                                          |           |
| #4               | 5月12日  | プラス車掌，ノープライダーZ，スター①，突き詰めると，スター②，スター③                                 |                                                                                           | わたしは一切傷ついていない なぜなら私はノープライダーZだからだ！（ノープライダーZ）                       |           |
| #5               | 5月19日  | 舞台挨拶、うそ太郎，実は…，分からない                                                                | ムロ鍋JAPAN                                                                               | 願わくは乗馬のシーンがあったらよかったなと思いました 馬だいぶやってるもんですから！（舞台挨拶）           |           |
| #6               | 5月26日  | 大人の女①，オモえもん，最強タッグ，大人の女②，梅雨入り坊や                                           |                                                                                           | これでちょうど800円です！（最強タッグ）                                                                   |           |
| #7               | 6月2日   | プラス車掌，妖怪どうしたろうかしゃん，囲み取材，サプライズ プロポーズ                                | 久しぶりの「どうしたろうかしゃん」でしたが…                                               | NHKにコントを撮りに来てるのか シャンプーをしに来てるのか はっきりさせてください（プラス車掌）             |           |
| #8               | 6月9日   | うそ太郎，仕事は恋のように，囲み取材，テイクオフ                                                     |                                                                                           | 相手の心を動かすのは駆け引きじゃない 好きという気持ちよ！（仕事は恋のように）                             |           |
| #9               | 6月16日  | ノープライダーZ，新築，炎上，朋香ちゃん、ぶった切る                                                  | シソンヌ長谷川のソロキャンプLIFE                                                          | いやっほ～う！助かった～！ファンタジスタ！ファンタジスタ！（ノープライダーZ）                             |           |
| #10              | 6月23日  | 梅雨入り坊や，HOTなカマタくん，ようこそ七坂村へ，歯を食いしばれ！，三津谷の重大発表                  |                                                                                           | 梅雨入り坊やに 科学必要なし！（梅雨入り坊や）                                                             |           |
| #11              | 7月14日  | オモえもん，ノープライダーZ，ムロ待ち                                                                | 直樹のコントに捧げる社会科見学                                                            | 旬と瑛太と浩文と孝之と孝太郎 5人が溺れてたら誰助けるんですか!?（ムロ待ち）                                |           |
| #12              | 7月28日  | 彦美，うそ太郎，彦介の夏，センスのない悪魔と天使，結婚式直前                                         | LIFE!がんばれ熊本・大分                                                                   | どこもすし握る前に まずガリ出すでしょうが！（うそ太郎）                                                   |           |
| #13              | 8月4日   | NHKなんで，カッツ・アイ，彦介＆彦美の夏休み，仕事は、恋のように，最後の夏                            | LIFE!がんばれ熊本・大分                                                                   | ありがとうお父さん！大好き！ なぜだかお前たちの2歳の頃の顔が浮かびました（カッツ・アイ）                  |           |
| #14              | 9月1日   | プラス車掌，三津谷の部屋～五輪アナ激励～，朋香ちゃん ぶった切る                                      | 夏の思い出                                                                                | - | [ 注 33 ] |
| #15              | 9月29日  | ムロ待ち，HOTなカマタくん，特徴，女マン                                                              | ムロ鍋JAPAN                                                                               | - |           |
| #16              | 10月6日  | 三津谷の部屋，囲み取材，うそ太郎～EPISODE 0～，ギャンブラー                                          | LIFE! ANSWER                                                                              | - |           |
| #17              | 10月13日 | オモえもん，おじさんの町，三津谷の深海探検，メッセージ                                               | LIFE! LESSON①，LIFE! LESSON②                                                              | - |           |
| #18              | 10月20日 | 言い方の問題，カメラ写り，女マン，パーティーを抜けだそう                                             | 女優×一発ギャグ 石橋杏奈，女優×一発ギャグ 吉田羊，女優×一発ギャグ 西田尚美                | - |           |
| #19              | 10月27日 | 盗聴，プラス車掌，打ち上げ，何度でも                                                                 | LIFE! ANSWER，夏だ！飛び出せLIFE!～イカ大王in沖縄～                                       | - |           |
| #20              | 11月10日 | 女マン，家出，ムロ待ち，我が村のジャーナリズム                                                       | LIFE! ANSWER                                                                              | - |           |
| #21              | 11月17日 | 囲み取材，梅雨入り坊や，オモえもん，出たぞ！                                                         | LIFE! INTERVIEW                                                                           | - |           |
| #22              | 11月24日 | カメラ写り，家族の絆，パワーもらっちゃった                                                           | LIFE! ANSWER                                                                              | - |           |
| #23              | 12月1日  | 方言指導，応援してます，ノープライダーZ，待つ女                                                      | LIFE! ANSWER                                                                              | - |           |
| #24              | 12月8日  | 契約更改，フルコース，仕事は、恋のように，25年目の真実                                               | ムロ鍋JAPAN                                                                               | - |           |
| 年の瀬 5分拡大SP | 12月19日 | いざ冒険の旅へⅠ，囲み取材，いざ冒険の旅へⅡ，いざ冒険の旅へⅢ                                          | 2016人気コント 放送尺ランキング，ムロツヨシの「俺にキャラをやらせろ」（サスペンダー王子） | - | 特別番組  |
| 2017年           |          | |                                                                                           | |           |
| #25              | 1月5日   | オモえもん，ムロ待ち，バレるか バレないか                                                            | LIFE! ANSWER，ムロ鍋JAPAN                                                                 | - |           |
| #26              | 1月12日  | 男らしさ売り，無敵の男 VS カッツ・アイ，才能がない                                                   | LIFE! LESSON，LIFE! ANSWER                                                                | - |           |
| #27              | 1月19日  | 精霊の歌舞伎人，勇気があれば，実録?敏腕Pとある芸人                                                   | LIFE! INTERVIEW，LIFE! ANSWER                                                             | - |           |
| #28              | 1月26日  | 西郷隆盛，うそ太郎，現役選手と元選手，私は気にしない                                                 | LIFE! EMOTIONS（前編）                                                                    | - |           |
| #29              | 2月2日   | 正しい人，HOTなカマタくん，お荷物                                                                    | HOTなカマタくん メイキング，LIFE! ANSWER，LIFE! EMOTIONS（後編）                          | - |           |
| #30              | 2月9日   | オモえもん，女マン，喜々として悩む，顔色                                                             | LIFE! ANSWER                                                                              | - |           |
| #31              | 2月16日  | カメラ写り，恩返し                                                                                   | ムロ鍋JAPAN                                                                               | - |           |
| #32              | 2月23日  | 囲み取材，幸せな苦情①，幸せな苦情②，実録?敏腕Pとある芸人，女子刑事                                   | LIFE!ANSWER①，LIFE!ANSWER②                                                                | - |           |
| #33              | 3月2日   | 宇宙人総理，プラス車掌，偽料理長からのアドバイス，ムロ待ち，営業マン ジャムを売る                    |                                                                                           | - |           |
| Final episode    | 3月9日   | ドキュメント2057①，プラス車掌，オモえもん，ドキュメント2057②                                         |                                                                                           | 人生とは、───。                                                                                           | 最終回    |
| Final episode    | 3月9日   | ドキュメント2057①，プラス車掌，オモえもん，ドキュメント2057②                                         | 人生とは、愛しい未来である。（ドキュメント2057②）                                         | | 最終回    |

### series-5
| #                    | 放送日   | コント | 企画、コーナーほか                           | 人生とは、───。                                               | 備考     |
| 2017年               | 2017年   | 2017年 | 2017年                                       | 2017年                                                        | 2017年   |
| -------------------- | -------- | --- | -------------------------------------------- | ------------------------------------------------------------- | -------- |
| #1                   | 6月16日  | 6月16日のシンフォニー，悲しみの丘 前編，ゲスとサファイア，十年越し，ムロ待ち，めおとタクシー，悲しみの丘 後編，敵ではない，6月16日のシンフォニー                        |                                              | 人生とは、喜びと悲しみのシンフォニー（6月16日のシンフォニー） |          |
| #2                   | 8月14日  | とどろけ!!ファミレス塾，オモえもん，裸の王様，アツい男たち，ラストスピーチ，未来戦士ハライゾン，ムロ待ち                                                                |                                              | 人生とは、灼熱の闘い（とどろけ!!ファミレス塾）                |          |
| #3                   | 9月18日  | ひよっことひよこ プロローグ，奇跡の再会，とどろけ!!ファミレス塾，キミの中のマーズ，ひよっことひよこ，考えるのをやめた人の会，ムロ待ち                                   |                                              | 人生は、備えるために憂う（ひよっことひよこ プロローグ）       |          |
| #4                   | 10月9日  | FWAT，悲しみの丘3，ナツキと歌舞伎，ムロ待ち，長寿の家 |                                              | 人生とは、進めども曖昧（FWAT）                                |          |
| #5（熊本スペシャル） | 12月19日 | ゲスとあんたのゲッスいラジオ，大河コント 秀吉と清正 第一話，捜査会議～熊本編～，大河コント 秀吉と清正 第二話，ムロ待ち，三津谷と紅白                                    | 三津谷寛治ドキュメント～懐かしき青春の地へ～ | 人生とは、ゲスから出たまこと（ゲスとあんたのゲッスいラジオ）  |          |
| 熊本に捧げるライブ   | 12月26日 | NHKなんで，ゲスとサファイアin熊本，キミの中のマーズ，宇宙人総理～熊本編～                                                                                               | LIFE!がんばれ熊本                            | -                                                             | 特別番組 |
| 2018年               |          | |                                              |                                                               |          |
| #6                   | 2月2日   | 聴いてください1，囲み取材，夫婦登山，聴いてください2，小料理屋「らっかん」，悲しみの丘 第4話，何も起こらないサスペンス劇場「招かれざる雨」，三津谷の部屋 大みそか総括編 |                                              | 人生とは、ふぞろいの歌（聴いてください1）                     |          |
| #7                   | 3月2日   | 反対ではない1，とどろけ!!ファミレス塾，反対ではない2，ぼくが働く理由，ムロ待ち，マッチを売りたい少女，小さな罰＿許されざる者へ，おっちゃんとぼうず                      |                                              | 人生とは、いたわりのかけ違い（反対ではない1）                 |          |

### series-6
| #      | 放送日   | コント | 企画、コーナーほか                  | 人生とは、───。                              | 備考      |
| 2018年 | 2018年   | 2018年 | 2018年                              | 2018年                                       | 2018年    |
| ------ | -------- | --- | ----------------------------------- | -------------------------------------------- | --------- |
| #1     | 4月13日  | 裸眼新星発見研究会，とどろけ!!ファミレス塾，罪悪感，ダンサーの血，単身赴任 |                                     | 人生とは、発見の星（裸眼新星発見研究会）     |           |
| #2     | 7月13日  | 捨てられない女，イタヤガイ，名物極厚ステーキ，気真拳，ムロ待ち，優しき二人 |                                     | 人生とは、捨てられない日常（捨てられない女） |           |
| #3     | 8月7日   | 囲み取材，警備室テラスハウス，呪われちゃったハジメくん，SNS猫，大臣、あなたをお守りします。，働かせ方改革，サスペンダー王子                                                                                             |                                     |                                              |           |
| #4     | 9月22日  | NHKなんで（日本テレビにて先日放送された「嵐にしやがれ」のOP），半分、秋風。，三津谷の楽屋，スーパースター「A・RA・SHI」編，三津谷の部屋 大野の智氏編，スーパースター「あぶない刑事」編，三津谷の部屋 櫻井の翔氏編，和解 |                                     |                                              | [ 注 42 ] |
| #5     | 10月5日  | 引き出してください，イタヤガイ，おふくろ刑事，自撮り，怪人二十面相，安さの向こう側 |                                     |                                              |           |
| #6     | 12月18日 | 私が働く理由，君は冬のビアガーデンを知っているか？，とどろけ!!ファミレス塾，俺たち神メンツ，私が結婚する理由 | LIFE!スペシャル「忍べ！右左ヱ門」PR |                                              |           |
| 2019年 |          | |                                     |                                              |           |
| #7     | 3月15日  | みんな大好き！バカヤロわかな先生，つい投げる，囲み取材，テスト，大臣、あなたをお守りします。，神サポート |                                     |                                              |           |
| #8     | 3月21日  | イニシアチブ，スーパースター〜2割引き〜，スーパースター〜5割引き〜，コラボしませんか？，スーパースター〜9割引き〜，俺だって                                                                                             | あのコントどうなった？              |                                              |           |

### series-7
| #      | 放送日   | コント | 備考   |
| 2019年 | 2019年   | 2019年 | 2019年 |
| ------ | -------- | --- | ------ |
| #1     | 5月6日   | ご隠居！私は助さんです1，呪われちゃったハジメくん，ご隠居！私は助さんです2，ご隠居！私は助さんです3，刑事シンガー，気持ちを淹れる喫茶店，俺たち神メンツ                                                       |        |
| #2     | 7月5日   | ウチの羽根木が，私を変えて，おふくろ刑事，前の店，屋敷の怪物，三津谷寛治からのお知らせ，面白寺 |        |
| #3     | 9月7日   | なつよ、俺が真壁だ，囲み取材 |        |
| #4     | 10月11日 | 保護者会，俺たち神メンツ，ぼくら夢見る予備校生，大臣、あなたをお守りします。，演技World Cup 2019 その1，検索しても，演技World Cup 2019 その2                                                                  |        |
| #5     | 12月25日 | スーパースター〜10割引き〜，ラッキーチャンス，神メンツ，面白寺，白雪姫と七人の付き人，幸せの約束 |        |
| 2020年 |          | |        |
| #6     | 2月11日  | 囲み取材，宇宙人総理，ノブエ，一万円，MR.ボーン，失礼しました，モノローガータモツ |        |
| #7     | 3月19日  | 演技WC 2020 男子団体 ムロ，見てもらいたいものがある，演技WC 2020 男子団体 中川，夜8時のヘビーウォッチャー，キスがうまいだけの男，演技WC 2020 男子団体 内村，ブーム終わらせおじさん，演技WC 2020 男子団体 塚地 |        |

### series-8
| #            | 放送日   | コント | 備考   |
| 2020年       | 2020年   | 2020年 | 2020年 |
| ------------ | -------- | --- | ------ |
| #1           | 5月5日   | 完走した男，神メンツ，ウエディングデカ，ノブエ，棒 |        |
| #2           | 7月10日  | リモートワーク エピソード1，三津谷の重大発表，赤と青の春 第一話，リモートワーク エピソード2，赤と青の春 第二話，裸眼新星発見研究会2，リモートワーク エピソード3                                         |        |
| #3           | 9月25日  | 俺の寿司，赤と青の春 第三話，囲み取材，妖怪どうしてやろうかなん，予算，（宇宙人総理～みんなでエール編～）                                                                                               |        |
| #4           | 10月2日  | 証拠品，赤と青の春 第四話，遅れてきた天才，スポーツ番長RX，思い出させようとする男，ノブエ |        |
| #5           | 12月22日 | 神メンツ，スーパースター「割引の刃編」，夜の連続テレビ小説「うっちゃん」第1話，何の得もない浮気 |        |
| 2021年       |          | |        |
| #6           | 2月11日  | 自転車日本一周，おごらせて，夜の連続テレビ小説「うっちゃん」第2話，呼び出しベル，落語家っぽくカーディガンを脱ぐ女，おばあさんは名プロデューサー                                                         |        |
| #7（東北SP） | 3月13日  | 捜査会議～宮城編～，ゲスとあんたの福島リモート取材「いい仕事だな〜」1，お手柄高校生，ゲスとあんたの福島リモート取材「いい仕事だな〜」2，ゲスとあんたの福島リモート取材「いい仕事だな〜」3，三津谷の部屋 |        |
| #8           | 4月23日  | 神メンツ，ベンチ，カッツ・アイ，おふくろ刑事，ベンチ，最終問題，三津谷寛治のご報告 |        |

### series-9
| #      | 放送日   | コント | 備考   |
| 2021年 | 2021年   | 2021年 | 2021年 |
| ------ | -------- | --- | ------ |
| 春     | 5月5日   | 社長の眼力，弟子にしてください 第1話，多数派，初めて手品を見た人たち，弟子にしてください 第2話，雑音，偽りの時間                        |        |
| 夏     | 7月9日   | ニッポンがんばれ，皮肉屋本舗テレビショッピング，救世主1，ゲーム性の高い修羅場，救世主2，回転ずしという名のテーマパーク，ほぼ完璧な物件  |        |
| 秋     | 9月10日  | “おじいちゃんち”でもある，ゴリ丸の夢，大丈夫ですか？，エリア51前交番，プラス車掌，俺の…，エリア51前交番，降りてこい，プラス車掌         |        |
| 冬1    | 12月21日 | 部長命令，スーパースター〜割引の刃編Ⅱ〜，“かける”のが早い女，天才の弱点，企画「ナオミのニッポン麺紀行」，初めてのバー，メリークリスマス |        |
| 2022年 |          | |        |
| 冬2    | 2月23日  | 囲み取材，未来からの守護者，幸福度調査，それじゃない？，それぞれの秘密，一年後の結果報告，乳酸菌インフレーション                        |        |

### series-10
| #      | 放送日   | コント | 備考   |
| 2022年 | 2022年   | 2022年 | 2022年 |
| ------ | -------- | --- | ------ |
| 春     | 5月6日   | 球神−父と子の夢−，宇宙人総理，閻魔大王とその娘 前編，閻魔大王とその娘 後編，命名，オンライン柔道教室 |        |
| 夏     | 7月18日  | SUIMA，父の好きなもの，パッチューラーヤン，プラス車掌，緊急現場中継，キツネに化かされている人，プラス車掌，大逡巡男 |        |
| 秋     | 10月10日 | スーパースター〜トップ割引1〜，変わりたい，ひと言でお願いします，スーパースター〜トップ割引2〜，SENYOU専用 第1話，八方塞がりのエビ天丼，SENYOU専用 第2話，問い，SENYOU専用 第3話                                                |        |
| 冬1    | 12月20日 | みんな大好き！バカヤロわかな先生〜スキー合宿編〜，彼のペース，相棒未満JOE&SAKU 第1話 “ジョー”と呼んでくれ，顔出しNG，相棒未満JOE&SAKU 第2話 “ジョー”と呼んでくれ！，別れの予感，相棒未満JOE&SAKU 第3話 “ジョー”と呼んでくれ！！ |        |
| 2023年 |          | |        |
| 冬2    | 2月22日  | 何拳？，本当に見ました？，鬼が来る，翔太くんと森下選手，往生際，元日本代表，言ってほしくなかった |        |

### series-11
| #      | 放送日   | コント | 備考   |
| 2023年 | 2023年   | 2023年 | 2023年 |
| ------ | -------- | --- | ------ |
| 春     | 5月25日  | 異次元の衝撃，気分はどう？，初出社，NHKなんで，進路相談，海へ続く道，人生の決断，NHKなんで，俺のことはいいからの場面，野菜革命        |        |
| 夏     | 8月11日  | フォーム，漁師の歌，ありませんか？，裏メニュー，いるんだろ？，ねぎらいの言葉，かしましい三姉妹，滝行                                  |        |
| 秋     | 10月19日 | 俺は継がない，PARTY−招かざる客−，秋分の日，兄ちゃん！，オールアップ，助けて〜!，なんで連れてきたんだよ                                |        |
| 冬1    | 12月15日 | 俺は継がない，できる女vsできる女，女神探偵 輪島ナオミ，雪男と雪女，ファミリージョーク，通行止め                                       |        |
| 2024年 |          | |        |
| 冬2    | 2月22日  | ベルト返納−第1話−，母上様，私が選ばれた理由，ベルト返納−第2話−，黒子卓球部，ベルト返納−第3話−，衣装合わせ，小説家を読む−高田久雄特集− |        |

### series-12
| #               | 放送日  | コント | 備考   |
| 2024年          | 2024年  | 2024年 | 2024年 |
| --------------- | ------- | --- | ------ |
| 春              | 5月3日  | 俺は継がない，宇宙人総理，企画「コントしようぜ！」，“そっち”のマーメイド，企画「コントしようぜ！」2，風の丘                       |        |
| 12周年SP 第一夜 | 9月16日 | シェフに挨拶，恐ろしい風習，女神探偵輪島ナオミ，本場の味，例えなくていい                                                          |        |
| 12周年SP 第二夜 | 9月23日 | お金を数える時に怖くなる女将，目を離すな，ムロ待ち，俺は継がない，最後の演奏，最強コンビ，ねぎらいの言葉，愛着，おかえり うそ太郎 |        |

### 特別放送
| #                                                 | 放送日   | 内容 |
| 2012年                                            | 2012年   | 2012年 |
| ------------------------------------------------- | -------- | --- |
| ディレクターズカット版                            | 11月24日 | NHK BSプレミアムで放送された、series-0 #1を再編集したものをNHK総合テレビで放送。 |
| 2013年                                            |          | |
| あさってスタートSP                                | 6月16日  | NHK BSプレミアムで放送された、series-0から傑作選をNHK総合テレビで放送。 |
| 2014年                                            |          | |
| クイズ イカ大王を探せ！生放送SP                   | 1月13日  | 紅白歌合戦でのクイズ答え合わせ。 |
| ベストセレクション                                | 4月1日   | コント再放送（現場中継，スーパースター～2割引き～，囲み取材，マスクを継ぐ者，家族割引，ロング歌舞伎発声法，NHKなんで，無敵の男，あまちゃん 知られざるその裏側，宇宙人総理）                                                                 |
| 2015年                                            |          | |
| 深夜集中セレクション                              | 8月8日   | series-3 #9，#12，#15の再放送。番組冒頭でコント「彦介＆彦美シリーズ」の新作を放送。 |
| 夏休みスペシャル みんなに広めよう イカ大王体操第2 | 8月13日  | コント「イカ大王」，スタジオトーク，舞岡高校中継，イカ大王ついに民放出演，イカ大王体操第2 シンクロ ver.，キャラ仲間登場，ようかい体操第1，イカ大王体操第2                                                                                   |
| らじらー！SATURDAY                                | 8月29日  | ラジオコント「僕だって」「引退会見」 |
| 2016年                                            |          | |
| 4月7日スタートSP                                  | 4月2日   | コント「囲み取材」，新セット初公開！，今後が気になる6キャラクター，豪華ゲスト 名場面集，ムロツヨシの YO! 吉田羊，ポスター紹介 |
| 2017年                                            |          | |
| オモえもん 春のドキドキ オモ祭り                  | 2月5日   | コント「オモえもん」総集編（第1話〜第5話は再放送、第6話は新作） |
| 2018年                                            |          | |
| 三津谷寛治のプレミアムマーベラスセレクション      | 4月6日   | NHKなんで，（聴いてください1），（オモえもん），とどろけ!!ファミレス塾 これまでの歩み，コント「ムロ待ち」，（キミの中のマーズ），未公開トーク集，（FWAT），（何も起こらないサスペンス劇場），NHKなんで ※括弧内コントは再放送。              |
| 2020年                                            |          | |
| 平成セレクション DAY1                             | 8月8日   | 平成に放送されたコントの傑作選（部長、お電話です，無敵の男，妖怪どうしたろうかしゃん，聴いてください1，スポーツ番長，聴いてください2，あうんの呼吸，まっすぐ彦介，ムロ待ち，仕事は恋のように，枯れ山水）                                    |
| 平成セレクション DAY2                             | 8月11日  | 平成に放送されたコントの傑作選（スーパースター〜QUEEN編〜，オモえもん，スーパースター〜A・RA・SHI編〜，みんな大好き！バカヤロわかな先生，うそ太郎，宇宙人総理，持ち込もうとする男，宇宙人総理〜母登場編〜）、宇宙人総理〜みんなでエール編〜 |
| 平成セレクション DAY3                             | 8月15日  | 平成に放送されたコントの傑作選（カッツ・アイ，うそ太郎，敵ではない，三角関係，インナーコスモホログラム，承諾，おっさんが作っている，思い出の家）、宇宙人総理〜みんなでエール編〜                                                            |

## 主なコント

### 代表的なコント

#### series-0〜
人生とは、―――。
老夫婦（内村・西田）が繰り広げる人生をテーマとしたコント。コントの最後には「人生とは、○○である。」のナレーションとテロップが入れられる。
マスクを継ぐ者
3代続く覆面レスラーのスーパージャガーマスク（塚地）は衰えから引退を決意。2代目の桜田啓介（内村）の協力を得ながら、若手の萬田（星野）に4代目を継がせようとするが拒否されてしまう。
コンテンポラリーダンスシリーズ
ダンサーのタクヤシモムラ（田中）が人を励ましたり改心させたりするコンテンポラリーダンスを踊るコント。
ロング歌舞伎ダイエットシリーズ
夏木京介（内村）の歌舞伎教室のコント。
恋のチムニー
歌手・竹脇みつる（内村）は唯一のヒット曲「恋のチムニー」に固執して30年以上歌い続けている。ロックバージョンや賛美歌バージョンなど、いくつものセルフカバーを作り再ヒットを夢見る。松崎しげるの「愛のメモリー」がモチーフになっている。
2014年8月7日放送回では、長野県小川村からの要望でマネージャー野田（塚地）と共に同村を訪問。竹脇みつる歌謡ショーを開催して多くの村民を集めた。
紅白コラボSPではクリス・ハートとT.M.Revolutionが恋のチムニーを披露した。

#### series-1〜
イカ大王
ダイオウイカを撮影するために深海へ潜った調査隊の前に、イカでもなく人間でもない謎の生物、イカ大王（塚地）が現れ、ダイオウイカ人気への不満を語るコント。他にも、人魚（石橋）やマッコウクジラ（田中）も登場している。
後にはコントの枠を超え、国立科学博物館でのロケや、NHK紅白歌合戦への見切れ出演（第64回・第65回）とクイズ企画、子供の悩みに答える「深海悩み相談室」など、企画VTRでの出演が中心となっていく。
series-3では『イカ大王体操プロジェクト』として、「イカ大王体操第2」で歌手デビューした。
囲み取材
ポマードで固めたオールバックにちょび髭、くぐもったしゃべり方、メモを取る際にペン先を舐める癖など如何にも胡散臭い雰囲気を放つ“東京ゲスニックマガジン”の記者・西条（田中）が芸能人などの囲み会見に少し遅刻していきなり現れ、「あんた、そんなこと言ってるけど本当は○○なんでしょう？」と他の記者が聞かないような下衆な質問をぶつけていくコント。「いい仕事だな！」「う〜そ〜だ〜ね〜！」などの決め台詞があり、他の記者の質問を遮って強引に自分の質問を繰り返したり、相手の回答に大げさに反応して揚げ足を取るなどして取材相手やイベントの主賓者を怒らせてしまい、警備員によって会見場からつまみ出されてしまうまでがパターンとなっている。
基本的に西条に取材を受ける著名人の役は番組レギュラーメンバーがミュージシャンや映画監督、モデルなどに扮して演じているが、2015年12月29日に放送された「LIFE! 2015 超豪華ゲストSP」にはピースが本人役で出演し、その年に芥川賞を受賞した又吉が西条に下衆な質問で詰め寄られた。
無敵の男
囚われたお嬢様（石橋）と執事（田中）を救出するために特殊部隊の男（内村）が現れる。複数の暴漢相手に全く歯立たないが、色々な偶然が重なって毎回勝利する。仲間内からは「何だかんだ無敵」と呼ばれている。series-2の初回では生放送でコントが披露され、視聴者の選択でコントの内容が変わる仕掛けが施された。
series-2 #20（最終回）を最後に放送はなくなっていたが、series-4 #26で番組内のコント「カッツ・アイ（西田・臼田・石橋）」とコラボ。2年振りに復活した。
宇宙人総理
その容貌や怪音波などの特殊能力から明らかに宇宙人であるが、地球人だと言い張る与党（人生党）出身の総理、小暮井康夫（内村）が主役のコント。予算委員会において、総理が宇宙人であることを認めさせようとする野党（日本繁栄党）代表の安達まこと（田中）から激しい追及を受け、「総理は本当に地球人なのか」という質問に対し、小暮井は「私は地球人です」と答える。だが、やがて追い込まれて回答に窮すと目から怪音波を発し、質疑を強引に切り上げて終わるというのが基本パターンである。
主は、内村と田中の掛け合いであるが、閣僚（総理の正体も知る）として小津える科学担当大を西田、香取美海人環境大臣を星野、野党議員・蜷川かずおをムロ、予算委員長を塚地、書記を石橋と、初期からのレギュラー陣がほぼ全員出ているコントである。
series-3の初回では生放送でコントを披露。その後、宇宙規模の移民政策「コグレイズム」を実行するために衆議院解散を実行し、解散後は、田原総一朗をゲストに迎え、『朝まで生テレビ!』をまねた討論番組のコントや、約400人のエキストラを動員した街頭演説のコントなどを放送した。また、当コントの2話から8話までが7週連続で放送された。
2015年6月11日の放送分では、フジテレビのコント番組『ウッチャンナンチャンのやるならやらねば!』のキャラクター、マモー・ミモーが政界の黒幕として、放送局の垣根を越えて登場した。
2015年9月3日の放送分では、『LIFE!宇宙人総理 みんなで投票 生放送スペシャル』と題して、「宇宙人総理」最終回を生放送で放送し、視聴者が上記の衆議院解散・総選挙に伴う投票を行った。選挙権は全視聴者に与えられ、データ放送を通じて投票できた。また、選挙特番のコントは、司会に羽鳥慎一を迎えて行われた。党首対決では人生党の小暮井総理が日本繁栄党の安達代表を僅差で破り、公約通り「コグレイズム」が行われることになった。イカ大王も海鮮党から出馬し、人生党・日本繁栄党両方の候補を抑えて当選した。選挙の結果を受け、番組の終盤には、移民第1号として宇宙からUFOでやって来た小暮井の母（樹木希林）が現れ、地球の環境を気に入って降り立とうとする。しかし、「日本国民の（全員ではなく）大半が宇宙人を歓迎している」という点に難色を示し、最後には宇宙へと戻っていった。
このコントは「総理大臣が宇宙人だったら」という倉持裕のプロットに基づいたもので、撮影に当たっては本物の国会中継に見えるようにセットやカメラアングル、さらにはカメラレンズの玉の長さにまでこだわっているという。
彦介＆彦美シリーズ
眉毛が繋がっている増田彦介（内村）と妹の彦美（石橋）が様々な場所で起こす騒動を描いたコント。毎回、二人は突然壁などをぶち破って現れ、早とちりで場を混乱させる。
「今頃になってごめんなさい」や「うっかり、うっかり」などの決め台詞がある。
内村の「体を張ったコントをやりたい」というリクエストに応えて内村宏幸が書いたもの。彦介の現実離れしたキャラクターを表現するために、メイクや動作など敢えてアニメっぽいキャラクターに仕立て上げたという。
紅白コラボSPではふなっしーと共演してコントを披露した。
うざい男シリーズ
主人公・杉崎（ムロ）の、女性（臼田もしくは石橋）に対する執拗なアプローチを描いたコント。
series-3 #20を最後に放送はなくなっていたが、series-8 #4で5年振りに一度復活した。
スーパースター
スーパーマーケットの惣菜売り場で行われる見切り販売に関連したコント。割引の時間になる度、有名スターに扮した店員（内村）らによる寸劇が繰り広げられ、それに熱狂する主婦（西田）と、最後まで困惑するOL（石橋）の対比を描く。
番組1回の放送で複数回（基本3回）に分けて放送されるのが特徴。
series-6 #8では、ロックバンド「クイーン」を演じ、1985年に行なわれたライブ・エイドを再現。なお、コントを制作するにあたり、出演者・スタッフ共に映画『ボヘミアン・ラプソディ』を鑑賞して研究したという。
三津谷寛治のコント
NHKに40年勤務している“NHKゼネラル・エグゼクティブ・プレミアム・マーベラス・ディレクター及びLIFE!スーパーアドバイザー”の三津谷寛治（内村）が、収録中の番組に介入し、その演出を（世間一般で「NHK的」と思われるイメージをさらに大げさにしたような）堅苦しいものに変えて回るコント。その際、事あるごとに、独特なポーズをとって、「NHKなんで」と付け加える。この決めぜりふは元々の脚本にあったものだが、ポーズ自体は内村のアイディアによるものだという。
もともとは、2013年の『紅白歌合戦大集合スペシャル』のために制作されたスペシャルコントであり、「（紅白歌合戦司会の1人である）大野智（嵐）とレギュラー陣による、紅白の舞台裏をテーマにしたコント」という条件だけが決まっていた状態から、平松政俊と西川毅のブレインストーミングにより、「紅白のPRスポットを超古株NHKディレクターが演出する」という発想のもと生まれた。「低俗バラエティ批判を逆手に取ったコント」として、反響を呼んでいる。
あうんの呼吸
悟りを開くために修行の旅をする少年（星野）は悟りの門にたどり着くが、そこに阿形（田中）と吽形（塚地）を名乗る金剛力士が現れ、行く手を阻む。
三角関係
橋本（池田）は「美容室 LA VITA」でカットを終えたところを、馴染みの理髪店「バーバー原」の店主・原（内村）に見られてしまう。橋本は美容室の店員・川澄（ムロ）に気に入られ、原との三角関係に揺れ始める。コント最終回時には、原と川澄のどちらに髪を切ってもらいたいか番組オフィシャルサイト上にてアンケートが実施された。

#### series-2〜
スポーツ番長
各スポーツ部の部員が言い争っていると、様々なスポーツの道具を身に着けたスポーツ番長（内村）が現れ「スポーツを冒涜している」と言って場を収める。最終回ではライバルの勉強番長（田中）が現れ、スポーツ番長と対決した。
なお、series-8では伊藤が"襲名”の形で「スポーツ番長RX」として装いも新たに登場したものの、伊藤の不祥事による番組降板により僅か1回で終了。
山倉くんと望月くん
お金持ちの望月（内村）は誰かに親切にされる度に「はい、100万円」と気軽に札束を渡すが、なぜか同期の山倉（田中）にだけは札束を渡さない。毎回の締めは山倉のモノローグ「姉さん。僕はたぶん、あいつに嫌われています」。最終回では望月がなぜ山倉に100万円をあげないのか真意を告白した。
プラス車掌
特急列車や新幹線を模したセットにLIFE!レギュラー陣が座り、そこに、顔に赤い十字のペイントを施したプラス車掌こと足山（田中）が現れ、車内改札にプラスして、メンバーに何らかのコメント（出演者をほめる、けなす、秘密を暴露する、足山の独白、など）をして回るコント。誰にプラスコメントをするかは田中しか知らず、他の出演者のリアクションはすべてリアルなものとなっている。
上記の通りレギュラーメンバーありきのコントであったため、レギュラー放送が終了したseries-4を最後に放送はなくなっていたが、series-9 秋に5年振りに復活した。
妖怪どうしたろうかしゃん
若いカップル（星野・石橋）の前に、“妖怪どうしたろうかしゃん”（ムロ）が現れ、二人を怖がらせようとする場面のコント。妖怪が「どうしてやろうか」と言うと、相手がそれに対して「まさか、○○する（例：赤ちゃんを連れ去られてしまう）んじゃ…」と答える。それを実際に妖怪が行うことで恐怖を与えようとするが、後半はこれを逆手に取られて、ありえない行動をやらされる（木に登らされたり、中身が何かわからないボックスに手を入れさせられるなど）。「平成の指示待ち妖怪」とアナウンスされる。
series-8からは中川が"襲名"する形で「妖怪どうしてやろうかなん」が新たに登場している。

#### series-3〜
モグラに育てられた男
自称「モグラに育てられた男」土橋（内村）によるコント。
カッツ・アイ
キャッツ♡アイのパロディ。レオタード姿で宝石や美術品を盗み出そうとする母親で主婦の涙(ティア)（西田）、長女でOLの芽衣（臼田）、次女で学生の真奈子（石橋）と、それに反対する父親（内村）によるコント。難しい説明や面倒な説明はポーズとともに発する「カッツ・アイ」の一言で割愛してしまう。series-4 #26では番組内のコント・無敵の男（内村）とコラボした。series-4 #26を最後に放送はなくなっていたが、series-8 #8で一度復活。
テツオの数奇な運命
鉄仮面を被っていることを理由に、様々なこと（入店や面接など）を断られてしまうテツオ（星野）の人生を描いたコント。
キスがうまいだけ
堕落した生活を送る潤（塚地）が彼女（石橋）に毎回叱られ「キスがうまいだけの最低男」「キスうま豚野郎」と罵られる。しかし男にキスをされると全てを許してしまう。
特濃マネージャー 真壁 守
連続テレビ小説とのコラボの際に放送されることが多い。女優のマネージャー真壁守（内村）が、私情を挟みドラマの撮影を邪魔していく(台詞や内容を勝手に変更する、カメラに映り込むなど)というコント。真壁をマネージャーにつけている女優や現場監督はなぜか違和感なく進めるが、共演者役は「おかしい」と真壁らに対抗する。
突き詰めると
学校の職員室で4人の教師（ムロ、田中、西田、星野）が行う話し合いの顛末を描いたコント。
女マン
女の気持ちは誰よりもわかるという“女マン”（内村）によるコント。「早くこちらへ」や「女チョップ」「女手裏剣」などの必殺技がある。決め台詞は「女マンだ」。
当初は通常のコントであったが、次第に漫談形式に変わっていった。

#### series-4〜
HOTなカマタくん
常にホットパンツを履いており、ベストホットパンツァー2016を受賞したカマタくん（田中）のコント。口癖は「僕がですか!?」。独特なBGMや登場人物の喋り方に特徴のあるコントである。
うそ太郎
「すいやせん」が口癖で嘘ばかりつく寿司屋の見習い・太郎（星野）と大将（内村）のコント。series-4 #28を最後に放送はなくなっていたが、series-12「12周年SP 第二夜」に星野が番組に7年振りに出演した際、「おかえり うそ太郎」として復活した。
梅雨入り坊や
平安時代から代々梅雨入りを告げてきた梅雨入り坊や宗家の梅雨梅雨吉（内村）と息子の梅雨夫（星野）、雨雲（塚地）、凪子（西田）によるコント。家の後継を拒否して大学進学を目指す梅雨夫に「梅雨入り坊やに大学必要なし！」と反対する梅雨吉。一方、梅雨入りを一向に告げない梅雨吉に「気象庁はすでに梅雨入りを発表している」「父上は梅雨入りの勘が鈍っている」と反抗する。最終回では梅雨明け太夫（市川猿之助）と共に、梅雨入りと梅雨明けを同時に告げた。毎回コントの最後に、梅雨吉が梅雨棒を持ち「梅雨入り坊や」を踊る。
ムロ待ち
楽屋口前（series-5ではNHK前）で、自称「ムロを見守ってきた女、ううん、育ててきた女」の黄金原聡子（じろう）がムロを待ち伏せし、裏話などをアドリブでするコント。ムロはムロ本人役で出演。
series-5では、#6以外の全ての回で放送された。
series-6 #2を最後に放送はなくなっていたが、series-12「12周年SP 第一夜」で6年振りに復活した。
ノープライダーZ
部長としてあるまじき失敗をしてしまい「部下に恥ずかしい姿を見せられない」と追い詰められてしまう部長（内村）。しかし、天からのお告げにより、人としてのプライドが一切なくなった「ノープライダーZ」に変身する。その後さらに追い打ちをかけられるが「ノープライダーZα」にパワーアップする。
オモえもん
行動や発言が重すぎるオモえもん（星野）とさとしくん（ムロ）のコント。2017年2月5日には「オモえもん 春のドキドキ オモまつり」と題したスピンオフ番組が放送された。ドラえもんのパロディで、タイトルの出し方や効果音を真似ていたり、BGMも一部本家と同じものを使用している。
詳しくは、オモえもんを参照。

#### series-5以降
悲しみの丘
メスをめぐった争いに負けたオスのオットセイが暮らす場所「悲しみの丘｣。ハミル様（内村）は「悲しみの丘」を「自由が丘」と呼ぶ。
とどろけ!!ファミレス塾
ファミリーレストラン・デミーズ上野毛店で深夜バイトを始めた店員（中川）の前に、深夜は店長より権限があるとされるオープニングスタッフ（内村）が異様な姿と必殺技を引っさげて現れ挑発する。店員（中川）の少し先輩のバイト（じろう）が解説役をする。タイトルは 「魁!!男塾」のパロディ。
神メンツ
自称・神メンツのキーマ（塚地）とモッチ（じろう）とノジやん（ムロ）の3人とその相手側（江口）の温度差を描いたコント。

### その他のシリーズコント

#### series-0・1 〜
- 有名じゃない人記念館
- 捜査会議
- 弟子ガール
- シンバルの冨木さん
- たとえ予報士
- 結婚戦士ウェディングマン
- 一流の舌
- 記憶喪失の少女

#### series-2〜
- 母をたずねて40万里
- 人見知りSP
- インナーコスモホログラム
- ズレノくん
- なんでも御見トシ夫
- Dr.モーガンのコント
- パリの空の下
- ホントに恐い人劇場

#### series-3〜
- 漂う社長
- ゲラD 平塚
- いや僕だって
- 変わらぬ関係
- おっさんが作っている
- 修羅場
- 妻・絶対主義
- ラストお父さん
- 新おねえさん
- 偽〇〇シリーズ
- 実は…

#### series-4〜
- 仕事は、恋のように
- 朋香ちゃん ぶった切る
- カメラ写り
- サスペンダー王子
- 実録？敏腕Pとある芸人

#### series-5〜8
- キミの中のマーズ
- 裸眼新星発見研究会
- イタヤガイ
- 呪われちゃったハジメくん
- 大臣、あなたをお守りします。
- おふくろ刑事
- みんな大好き！バカヤロわかな先生
- 面白寺(めんはくじ)
- 演技World Cup
- ノブエ
- 赤と青の春

#### series-9以降
- ねぎらいの言葉
- 俺は継がない
- 女神探偵 輪島ナオミ

## コーナー
スタジオトークの時間に放送されることがあるコーナー。単発の企画も多い（内容は省略）。
LIFE! BOX
レギュラーが各々話しておきたい事を紙に書いて箱に入れ、田中が無作為に紙を引いて選ばれた者がその話をするコーナー。
spice of LIFE
LIFE!出演者のひそかな楽しみなどを紹介するコーナー。series-1 - series-2で放送。
LIFE! QUESTION
レギュラーの写真が印刷された札を田中がババ抜きのトランプのように持ち、内村が無作為に引いて選ばれた者がメンバーへの質問を投げ掛けるコーナー。series-3で放送。
イカ大王体操プロジェクト
「イカ大王」が『イカ大王体操第2』で歌手デビューする過程を特集するコーナー。series-3で放送。
詳細は『イカ大王体操プロジェクト』を参照。
ナオミのニッポン麺紀行
series-2 #3, #6, #11, #19, series-3 #17, series-9 冬1の6回放送。麺類好きの西田が全国の麺を食べ歩くコーナー。
おひとりライフ
series-3 #3, #9の2回放送。若手芸人が自らの生きざまを紹介するコーナー。初回はラバーガール飛永、第二回はシソンヌ長谷川。
臼田あさ美の「アクション頑張るぞ！」
series-3 #8, #16, #21の3回放送。臼田あさ美がアクションを練習していくコーナー。このアクションをseries-3 #21放送のカッツ・アイで生かした。
ムロ鍋JAPAN
series-4 #4, #15で放送。ムロツヨシのコーナー。

## イカ大王体操プロジェクト
番組のコントキャラクター「イカ大王」が「イカ大王体操プロジェクト」として、槇原敬之が作詞・作曲、ケント・モリが振り付けを手がけた「イカ大王体操第2」で歌手デビューした。8月13日 12:20 - 12:45 には生放送による特別番組「LIFE! 夏休みスペシャル みんなに広めよう イカ大王体操第2」も放送されている。
なお、「イカ大王体操プロジェクト」に関連して公式サイト『イカ大王体操 スペシャルサイト』が開設されていた。また、「イカ大王体操第2」のダンスはイカ大王のみならず、他の人気コントキャラクターが踊るバージョンも度々放送されていた（#ミニ番組を参照）。
ちなみに「イカ大王体操第1」は存在しない。イカ大王いわく「第1がないというおもしろさ」。
「イカ大王体操第2」配信・CD発売
2015年7月23日、レコチョク・iTunesで配信開始。同年9月2日、CD発売。
LIFE!夏休みスペシャル みんなに広めよう イカ大王体操第2
2015年8月13日には『イカ大王体操第2』の宣伝を目的に『LIFE!夏休みスペシャル みんなに広めよう イカ大王体操第2』が生放送された。ちなみに、冒頭ではseries-1以来となる「イカ大王」のコントも放送された。

## コラボレーション
連続テレビ小説（NHK総合・BSプレミアム）
2013年8月20・27日放送で、宮藤官九郎のゲスト出演に合わせ宮藤が脚本を務める『あまちゃん』のパロディコントを実施。パロディコントは同作のスナック梨明日のセットをそのまま利用し撮影された。
2015年5月7日放送で、『まれ』とのコラボレーションとして土屋太鳳・大泉洋・清水富美加・田中泯がゲスト出演し同作のセットを用い収録現場を舞台としたコントを実施。
2017年6月16日放送で、平成29年度後期 連続テレビ小説『わろてんか』にヒロインとして出演する予定の葵わかながゲスト出演し、内村光良・塚地武雅・ムロツヨシとコントを実施。ドラマ放送開始前にヒロインが出演するのはこの回が初である。
2017年9月18日放送では『ひよっこ』の有村架純が、2018年9月22日放送では『半分、青い。』の永野芽郁と佐藤健が、2019年9月7日放送では内村も携わる『なつぞら』から広瀬すずがゲスト出演し、ドラマシーンのパロディコントが行われた。
NHK紅白歌合戦（NHK総合・ラジオ第一）
2013年12月26日に「紅白歌合戦大集合スペシャル」を放送、紅白本編では「イカ大王を探せクイズ」としてイカ大王（塚地）が見切れ出演し、イカ大王が画面に映りこんだ回数を問う視聴者プレゼントクイズ企画を実施。
2014年12月30日に「2014 年の瀬 紅白コラボSP」を放送。紅白本編でもももいろクローバーZが同SPのコントで夏木（内村）から教わった歌舞伎おどりを実際に披露。視聴者プレゼントクイズ「イカ大王を探せクイズ」はイカ大王が紅白本編に映りこんだコーナーを答える形で実施。
2015年紅白本編にてイカ大王が伍代夏子「東京五輪音頭」のバックダンサー、星野源「SUN」の曲紹介に出演。
2017年12月19日の放送にて司会の二宮和也・有村架純が出演し三津谷寛治（内村）とのコントを展開し、また紅白歌合戦のスポットCMにも二宮・有村・三津谷によるバージョンが放送された。紅白本編では三津谷寛治による出演者へのダメ出しや、イカ大王の見切れ出演が行われた。
2018年紅白本編にて企画パート「夢のキッズショー〜平成、その先へ〜」で三津谷寛治（内村）やイカ大王が出演したほか、三津谷寛治による出演者へのダメ出し企画も前年に引き続き行われた。
ボクの妻と結婚してください。（NHK BSプレミアム）
内村が主演したドラマ。ほぼ毎週「イカ大王」が見切れ出演。
らじらー!（NHKラジオ第1放送）
2015年6月25日放送でのVTR企画で星野源がカセットテープ工場を見学した際に「カセットテープでコントを作りたい」と発案し、2015年8月29日放送のらじらー!SATURDAYにてLIFE!レギュラーメンバーが全員出演してカセットテープに吹き込んだ、『僕だって』と『引退会見』の2本のラジオコントを放送。尚、この2つのコントの効果音はすべてレギュラーメンバーの手作りである。
多元中継!北海道新幹線大開業スペシャル （NHK総合北海道・東北エリア、BS1全国放送）
2016年3月26日の北海道新幹線開業を記念した特別番組、「イカ大王」が北海道新幹線に合わせた装飾でゲスト出演。また、同日の函館駅前での開業記念イベント「つながるニッポン祭り」でのNHK函館放送局のステージイベント「I LOVEイカ・I LOVE函館・I LOVEイカ大王 自慢」にもイカ大王が出演。
北の大地コンサート2016～はるばる来たぜ！北海道新幹線～（NHK総合）
北海道新幹線開業を記念したコンサート番組。2016年7月1日に北海道エリア、7月30日に全国放送。イカ大王が「多元中継!北海道新幹線大開業スペシャル」同様、北海道新幹線に合わせた王冠装飾で出演。
精霊の守り人II 悲しき破壊神（NHK総合）
2017年1月19日・26日放送で主演の綾瀬はるかが、26日・2月2日には鈴木亮平がゲスト出演しコラボコントを実施。
嵐にしやがれ（日本テレビ）
『テレビ放送開始65周年 NHK×日テレ コラボデー』の一環として、2018年9月22日に放送。『嵐にしやがれ』から櫻井翔、大野智がゲスト出演。逆に『嵐にしやがれ』には本番組から内村が「三津谷寛治」としてゲスト出演した他、田中とムロが出演した。

## LIFE! STAGE〜人生に捧げるコントライブ〜
スピンオフ企画として、番組出演者たちによるコントライブが行われ、その模様が過去に数回放送されている。レギュラー出演者の一部は進行役として登場している。下記はコント出演者。
- 2014年12月14日 0:50 - 1:33 放送分
  - 内村光良、田中直樹、石橋杏奈、アルコ&ピース、犬の心、シソンヌ、チョコレートプラネット、ニューヨーク、ラバーガール
- 2015年5月31日 0:10 - 0:55 放送分
  - 内村光良、石橋杏奈、田中直樹、ムロツヨシ、葵わかな、小島藤子、松下優也、シソンヌ、チョコレートプラネット、ニューヨーク、ラバーガール、イヌコネクション、うしろシティ、かもめんたる、ニッチェ
- 2015年11月15日 1:00 - 1:43 放送分
  - 田中直樹、石橋杏奈、ムロツヨシ、塚地武雅、吉沢亮、富山えり子、シソンヌ、かもめんたる、しずる、さらば青春の光

| #     | 放送日         | 司会             | コント |
| ----- | -------------- | ---------------- | --- |
| 第1回 | 2014年12月14日 | ムロ、石橋、田中 | NHKなんで1，返済(シソンヌ)，スピード違反(ニューヨーク)，こんな日なのに(犬の心)，囲み取材，6人の容疑者(スペシャルユニットコント)，カレー屋(チョコレートプラネット)，OB(アルコ&ピース)，誕生日(ラバーガール)，NHKなんで2                        |
| 第2回 | 2015年5月30日  | ムロ             | WAKE UP OHMIZU(スペシャルユニットコント)，若き成功者(かもめんたる)，接客アドバイス(イヌコネクション)，彼氏のお母さん(ニッチェ)，会議(うしろシティ)，ロボット旅館(スペシャルユニットコント)，俺たちの音楽(スペシャルユニットコント)，NHKなんで |
| 第3回 | 2015年11月15日 | ムロ、石橋、田中 | 彦介＆彦美，ゾンビ化(スペシャルユニットコント)，囲み取材，家庭訪問(スペシャルユニットコント)，常連(スペシャルユニットコント)，イカ大王体操第2，プラス車掌                                                                                     |

## ミニ番組
関連して以下のミニ番組が製作されている。
LIFE!キャラと踊ろう イカ大王体操第2
LIFE!のコントに登場するキャラクターが「イカ大王体操第2」を踊る3分のミニ番組。NHK総合・NHK Eテレで不定期に放送。また、NHKどーがステーションで動画が公開されている。
以下の出演者のバージョンがある。
- 塚地武雅（イカ大王）
- 星野源（鉄仮面テツオ）
- ムロツヨシ（妖怪どうしたろうかしゃん）
- 内村光良、石橋杏奈（増田彦介・彦美）
- 西田尚美、臼田あさ美、石橋杏奈（カッツ・アイ）
- 田中直樹（西条記者（東京ゲスニックマガジン社））

LIFE!5ミニッツ・LIFE!10ミニッツ
コント部分を5分間または10分間にまとめて放送。「5ミニッツ」は2015年10月現在で36回、「10ミニッツ」は2015年10月現在で7回放送。
LIFE!視聴者還元10ミニッツ
series-3未公開コントを5週にわたって放送した。
この他、単独の番組ではないが、2016年リオデジャネイロオリンピック開催期間中のNHK総合テレビの中継・デイリーハイライト番組、並びに2016年8月5日19:30 - 20:45に生放送された事前特番において、当番組とリオ五輪中継のコラボレーションとして「LIFE!リオオリンピック盛り上げ隊」を結成し、当番組のコントキャラクターによる応援メッセージが放送された。

## LIFE!スペシャル 忍べ!右左エ門
NHK総合にて2018年12月19日に放送された、『LIFE!』による初の長編コメディドラマ。内村光良が演じる右左エ門を主人公にした忍者アクションで、レギュラーメンバーのほか古田新太、永野芽郁、堤真一らが出演した。
コラボレーション企画としてEテレ放送のアニメ『忍たま乱太郎』に内村演じる右左エ門や、田中、塚地が声優として出演。NHK放送の『アシガール』とのコラボではWEB限定動画「忍べ!中川大志」が公開され、両作品に登場する伊藤健太郎と共に番組をPRした。

### キャスト（第1弾）
※エンディングクレジット順
- 右左エ門 - 内村光良
- 長次 - 古田新太
- おこと - 永野芽郁
- 日向 - ムロツヨシ
- 序助 - 中川大志
- 数馬 - 伊藤健太郎
- 瓦版屋・西之丞 - 田中直樹
- 大奥の女 - じろう（シソンヌ）
- 飛脚 - 長谷川忍（シソンヌ）
- 大目付・郷原雅継 - 塚地武雅
- 見張り - 大野泰広
- おことの母 - 水野小論
- 岡っ引き - 永田崇人
- おこと（幼少期） - 福島星蘭
- 阿久井光利 - 國村隼
- たき - 薬師丸ひろ子
- 久兵衛 - 堤真一

### キャスト（第2弾）
※エンディングクレジット順
- 右左エ門 - 内村光良
- 番頭・文七 - バカリズム
- 日向 - ムロツヨシ
- 銀之丞 - 田中直樹
- 数馬 - 伊藤健太郎
- 序助 - 中川大志
- 凛 - 生田絵梨花
- 利十郎 - 黒羽麻璃央
- ウズラ - 池谷のぶえ
- 瀬尾久秀 - 塚地武雅
- お蘭 - 江口のりこ
- じろう（シソンヌ）
- 長谷川忍（シソンヌ）
- アヤメ - 杉咲花
- 長次 - 古田新太
- 仁兵衛 - 向井理

### スタッフ（忍べ!右左エ門）
- 演出 - 西川毅
- アクション指導 - 辻井啓伺
- 制作統括 - 山之口明子
- プロデューサー - 小室玲子
- 脚本 - 倉持裕
- 音楽 - 野崎良太

## 夜の連続テレビ小説 うっちゃん
2020年12月22日より放送された「朝ドラ風」スピンオフドラマ。内村の半生をモチーフに少年期、青年期、50代を1話15分の全3話構成で描いている。第2話は2021年2月11日、第3話は3月24日に放送された。
なお、ドラマの内容はフィクションであり、内村曰く美化され過ぎているという。

### あらすじ（うっちゃん）
初恋の思い出のある熊本でお笑いに目覚めた内原てるおは、東京でお笑いコンビ「うっちゃんなっちゃん」として活躍。やがて、国民的歌謡番組の司会を務めることになる。

### 登場人物・キャスト
主人公
- 内原てるお（うっちゃん） - 内村光良（現在）/ 中川大志（青年期）/ 小鷹狩八（少年期）[105]
このドラマの主人公。モデルは内村。

熊本 人吉編（第1話）
- 内原明夫（父） - 内村光良（第1話・第2話）
- 内原のぶ子（母） - 西田尚美
- 内原たつ子（妹） - 本保佳音
- 内原弘（伯父） - 竹中直人[105]
- 内原百合恵（伯母） - 江口のりこ
- 夏目美香子 - 清水香帆
- 幸一 - 高木龍之介
- 信二 - 神尾優典

東京編（第2話）
- 南村清太（なっちゃん） - 山田裕貴[105][注 75]
お笑いコンビ「うっちゃんなっちゃん」の相方。モデルは南原清隆。
- 出口哲夫 - 後藤拓実（四千頭身）
うっちゃんなっちゃんと同じ事務所に所属する芸人であり、うっちゃんの同級生。モデルは出川哲朗。口癖は「ヤバイよヤバイよ」。
- 津島 - 内村光良
『うっちゃんなっちゃんの平成笑いの王国!』プロデューサー。
- 瀬崎 - 江口のりこ
うっちゃんなっちゃんの担当マネージャー。
- 松田 - じろう
『うっちゃんなっちゃんの平成笑いの王国!』担当ディレクター。
- 雑誌記者 - 長谷川忍

大みそか編（第3話）
- 水戸 - 中川大志
内原を担当するマカベ芸能社のマネージャー。
- 川内 - 塚地武雅
『日本スーパー歌謡祭』の番組プロデューサー。
- 西岡 - 田中直樹
『日本スーパー歌謡祭』の番組ディレクター。
- 世界のNOZAWA - じろう
『日本スーパー歌謡祭』に出演する世界的ミュージシャン。
- ボディガード - 長谷川忍
- 内原みゆき（妻） - 池谷のぶえ
- 息子 - 城戸俊嶺、城戸晴慶

語り
- 菊池桃子

### 放送日程（うっちゃん）
| 話    | 放送日         | 備考                                 |
| ----- | -------------- | ------------------------------------ |
| 第1話 | 2020年12月22日 | 2月6日に再放送（17:15 - 18:00）。    |
| 第2話 | 2021年2月11日  | [ 106 ] [ 107 ]                      |
| 第3話 | 2021年3月24日  | 第1・2話と合わせて完全版として放送。 |

### 使用楽曲（うっちゃん）
- オープニング曲 - 「あんたがたどこさ」[108]
- 挿入曲
  - 「お座敷小唄」（和田弘とマヒナスターズ・松尾和子） - 第1話の内原家の「集い」のシーンで使用[109]。

### スタッフ（うっちゃん）
- 脚本：倉持裕（1話）、内村宏幸（2話）、平松政俊（3話）
- 音楽：宮崎誠
- タイトル：稲葉秀樹
- 熊本ことば指導：森善行
- 民謡指導 - 鳳蝶美成（鳳蝶会）[109]
- 制作統括：山之口明子
- 演出：西川毅、大川慎治
- 資料提供：人吉市、日本チャップリン協会[110]

## テーマ曲
オープニング曲
- A DAY IN THE LIFE ON THE FOOL （series-1 - series-3、series-5 - ）
歌：The Bossa Nova Hotel
- This Is Your Life （series-4 （#24, #26以外））
歌：Dropkick Murphys
- 恋（series-4 #24）
歌：星野源
- 恋のチムニー（series-4 #26）
歌：竹脇みつる（内村光良）

エンディング曲
- Spice of Life （series-1 - series-3）
歌：スターダストレビュー
- A DAY IN THE LIFE ON THE FOOL （series-4 - ）
歌：The Bossa Nova Hotel

## DVD
発売元：NHKエンタープライズ、販売元：アニプレックス。2016年4月20日発売。
LIFE!〜人生に捧げるコント〜 DVD-BOX
「series-1」、「series-2」、「series-3」、「series 宇宙人総理」の4枚組。

## スタッフ
- 脚本：内村宏幸、倉持裕、平松政俊、あないかずひさ、内藤英一、渡辺佑欣、土屋亮一、我人祥太、土井和人、安部裕之
- 技術：菱木幸司、三苫武史、吉田光宏、清水貴幸、中橋孝雄、西村逸人、小倉忠、長谷川理、神野圭三、増田徹、望月英邦、小泉俊裕、佐々木喜昭
- 撮影：相馬和典、細野和彦、中村達生、小杉勉、川浦慎一、廣瀬尚志、安食司、山下智康、高橋秀幸、山下智康、山崎伸一、星竜太、白井哲矢、佐藤史明
- 音声：藤田晋一郎、和田厚、富樫邦明、吉田秀樹、齊藤高広、横山圭介、濱納稔、佐藤清己(美)、天野透、湯澤春城、高木陽、倉林秀行、中本一男、奥山操、山内将巨、浜川健治、天利浩和、大塚茂夫、入川健一、中村進一、佐伯悠、工藤威、嶋岡智子、重松健太郎
- 照明：荒井勝成、田原迫京太、田中弘信、佐野清隆、高橋貴生、水村享志、杓瀬圭介、生水徹、貫井聡一、前田晃、岡本理、水村享志、中村航、青木智英、岩間一真、宮田幸雄、土岐勝貴、幅信太郎、中島誠、千葉聡文、桜井利栄、鴨下正美、小野雅人、寺田博、中島誠、高橋知子、佐藤璃玖、熊谷宗洋、斉藤知久、久慈和好、野下友樹、前野鉄男
- 映像技術：佐山りか、平片賢一、金丸岳生、飯野俊幸、山中孝夫、田中啓太、原亜希斗、片田直行、田中幸治、丸山裕孝、小川義輝、丹野晶平、河野真希、小松秀通、小島蒼波、榎本めぐみ、佐藤優衣
- 編集：安部華子、児玉英駿
- 音響効果：渡辺浩昭、川口真平、金子考志
- アクション指導：竹田道弘、西田真吾、舟山弘一、雲雀大輔、江澤大樹、森崎えいじ
- ロゴデザイン：島田大介
- タイトル：島田大介、鎌谷聡次郎、千合洋輔、持田寛太、吉田佑介、平山達也、福田哲丸、井口こうた、中塩健吾
- 美術：服部正子、谷口聖子、伊達美貴子、南屋武広、佐藤朝美、永藤成美、生永麻衣、清絵里子、塚崎安奈、瀬木文、角田智(知)穂、杣谷まゆこ、小泉章一、荒井敬、松田努(修)、向理沙
- 美術進行：間瀬広伸、橋本吉典、浅川華乃、齋藤強、馬場広明、三好侑里、西村修司、川崎ゆき、宮田晴菜、荘埜裕介
- 衣装：鈴木佑美、中井綾子、馬田佳織、三井涼花、田中富有那
- ディレクター：大川慎治、福本悠、佐藤俊介、大芝孝一、濱野慎司、広部公一、吉川枝里、辻田恵、前田恵、末弘奉央、三木真吾、小澤沙希、井料航希、中村大地、増澤尚翠、倉谷龍平
- 演出：大川慎治、福島明
- プロデューサー：小野恭一、須藤修、藤﨑謙、三木健司（三木→以前は演出）
- 総合演出・プロデューサー：西川毅
- 制作統括：有田康雄→山之口明子→小室玲子→岩井礼（山之口・小室→以前はプロデューサー）
- 制作・著作：NHK

## 賞歴
- テレビ・オブ・ザ・イヤー2013 副賞（Quick Japan）
- ギャラクシー賞2014年5月月間賞（日本民間放送連盟）

2014年5月8日の放送に対して
- 第3回 九州魅力発掘大賞 映像部門（JR九州）

2017年12月19日放送の「LIFE！〜人生に捧げるコント〜（熊本スペシャル）」に対して